# 공대공 미사일

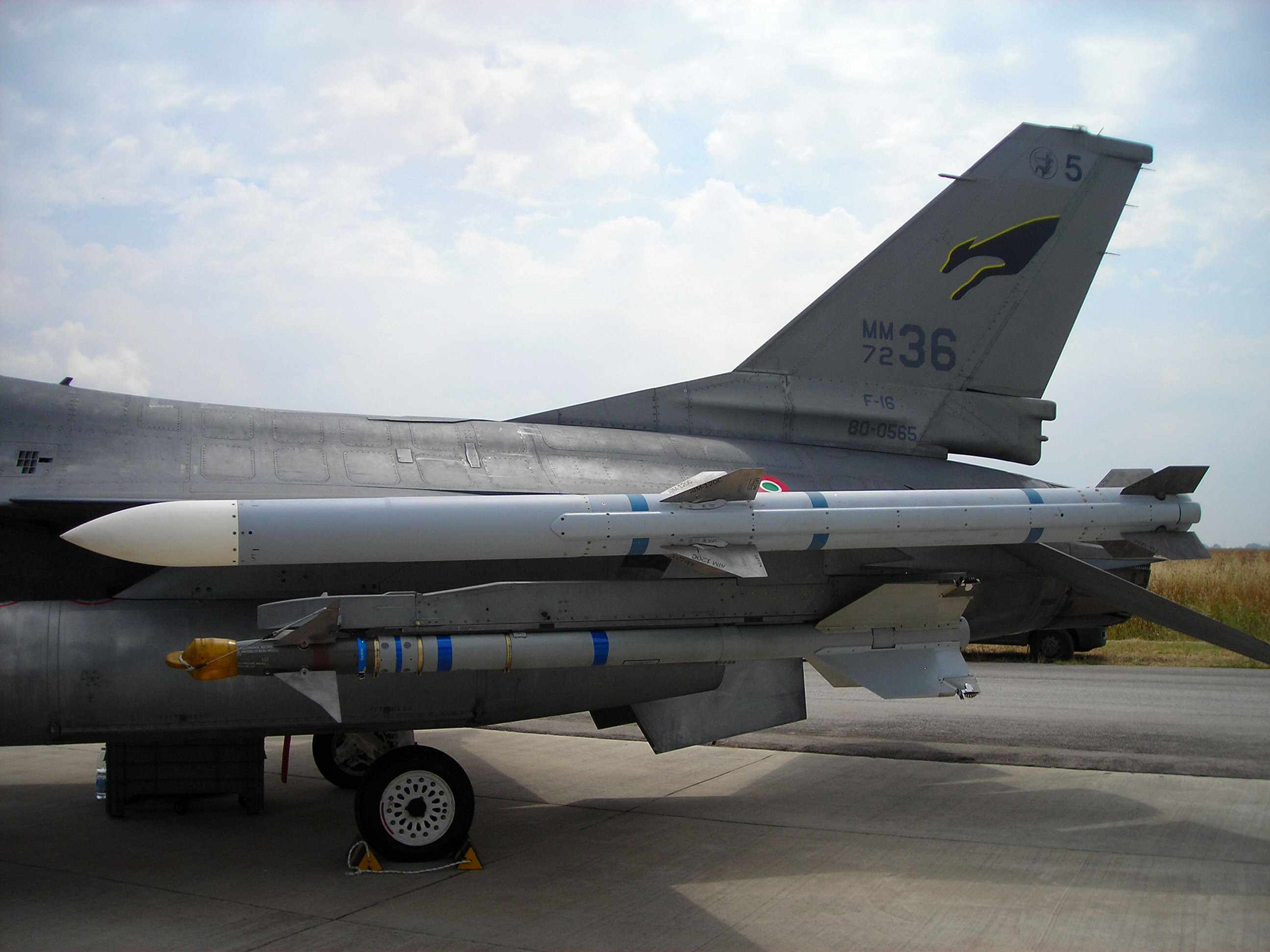
F-16에 AIM-120 암람(바깥 파일런) 초수평선 공대공 미사일과 AIM-9 사이드와인더 근접 공대공 미사일(안쪽 파일런)이 장착되어 있다.

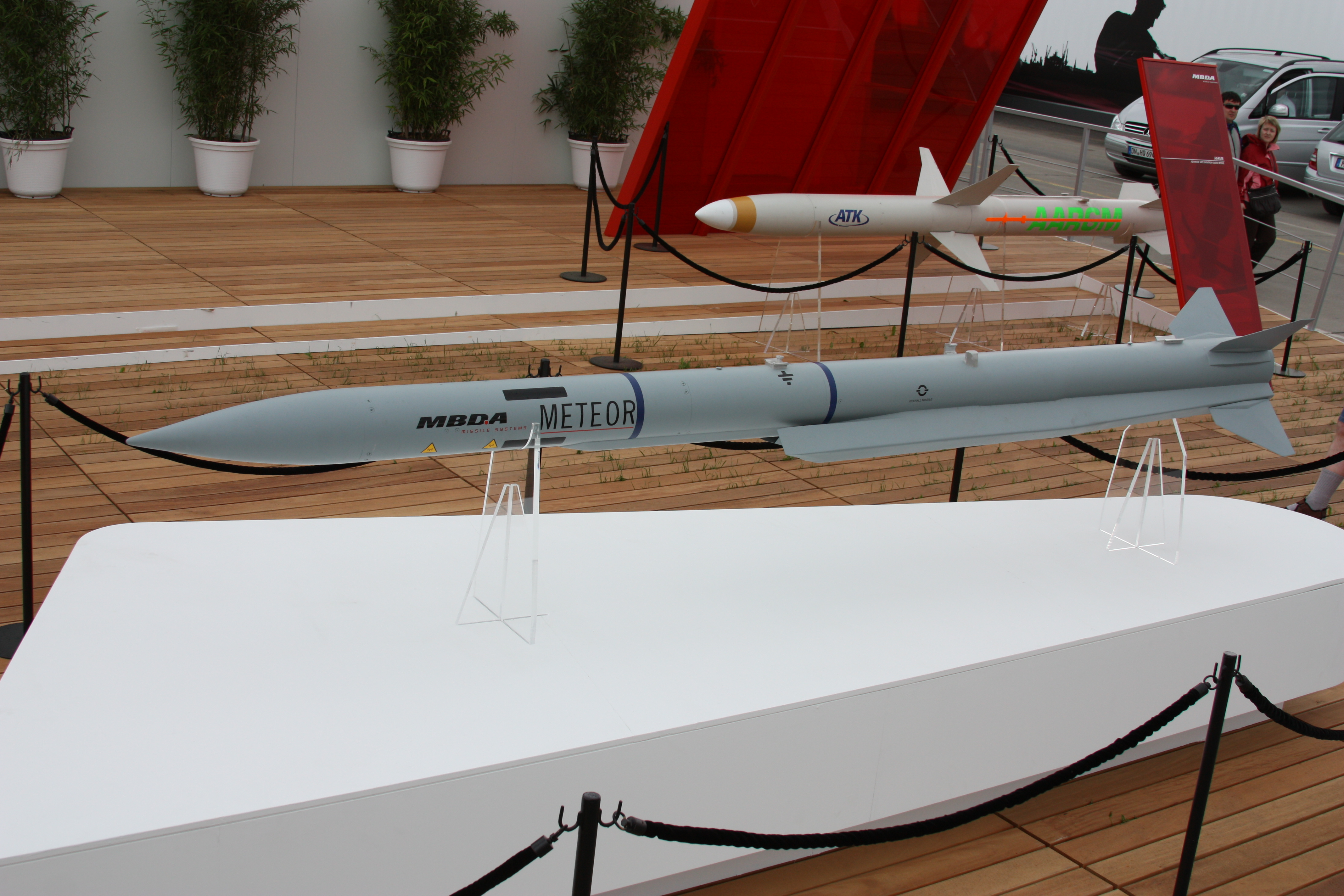
미티어 - 램제트 추진 공대공 미사일의 예시.

공대공 미사일(空對空-, air-to-air missile AAM[*])은 다른 항공기(예: 순항 미사일과 같은 무인 항공기 포함)를 파괴하기 위해 항공기에서 발사되는 미사일이다. 공대공 미사일은 일반적으로 하나 이상의 로켓 엔진에 의해 추진되며, 주로 고체 연료를 사용하지만 때로는 액체 연료를 사용하기도 한다. 미티어에서 사용되는 램제트 엔진은 미래 중장거리 미사일이 교전 범위 전체에서 더 높은 평균 속도를 유지할 수 있도록 하는 추진 방식으로 떠오르고 있다.
공대공 미사일은 크게 두 가지 그룹으로 나뉜다. 약 30km에서 최대 40km 범위의 적기를 교전하도록 설계된 미사일은 단거리 또는 "시계 내" 미사일(SRAAM 또는 WVRAAM)로 알려져 있으며, 사거리보다는 기동성을 최적화하도록 설계되었기 때문에 때때로 "도그파이트" 미사일이라고 불린다. 대부분은 적외선 유도를 사용하며 열추적 미사일이라고 불린다. 반대로, 중장거리 미사일(MRAAM 또는 LRAAM)은 모두 초수평선 미사일(BVRAAM) 범주에 속하며, 다양한 형태의 레이더 유도에 의존하는 경향이 있다. 일부 최신 미사일은 능동 호밍 센서를 사용할 만큼 미사일을 충분히 가깝게 가져가기 위해 관성 유도 및 "중간 코스 업데이트"를 사용한다. 공대공 미사일과 지대공 미사일의 개념은 밀접하게 관련되어 있으며, AIM-132 아스람과 시 셉터와 같이 동일한 무기의 버전이 두 가지 역할 모두에 사용될 수도 있다.

## 역사

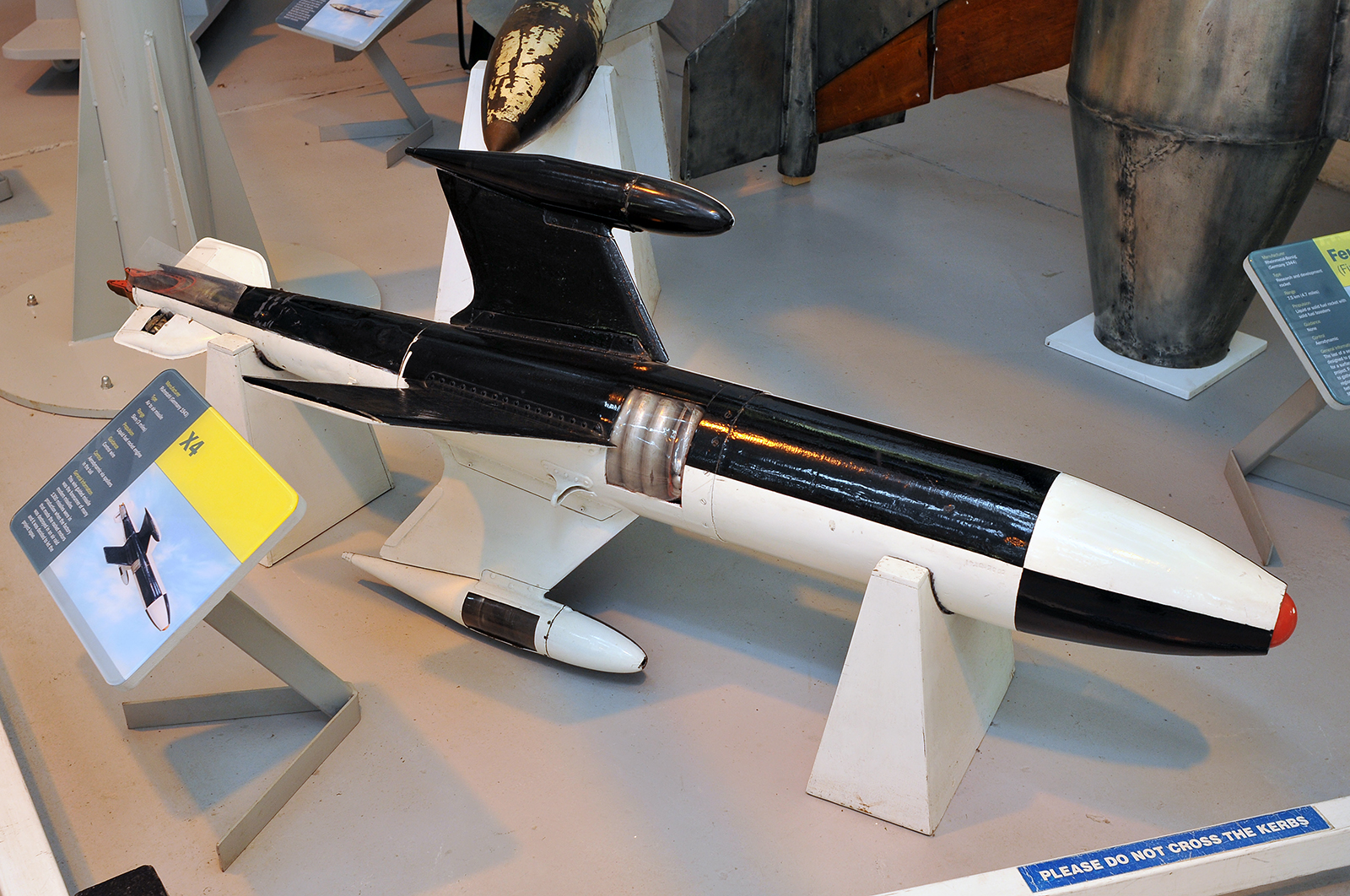
RAF 박물관 코스포드에 있는 루어슈탈 X-4

공대공 미사일은 제1차 세계 대전 중 사용된 무유도 공대공 로켓에서 발전했다. 르 프리외르 로켓은 때때로 복엽기의 스트럿에 부착되어 전기적으로 발사되었는데, 주로 알베르트 볼과 A. M. 월터스와 같은 초기 조종사들에 의해 관측 기구를 상대로 사용되었다. 연합군의 제공권에 직면하여, 제2차 세계 대전 중 독일은 미사일 연구에 제한적인 노력을 기울였으며, 초기에는 무유도 21 cm 네벨베르퍼 42 보병 포격 로켓 시스템의 발사체를 1943년 공중 발사 BR 21 대공 로켓으로 개조했다; 이는 R4M 로켓 무유도 로켓의 배치와 루어슈탈 X-4와 같은 다양한 유도 미사일 프로토타입의 개발로 이어졌다.
미국 해군과 미국 공군은 1956년에 유도 미사일을 장착하기 시작하여, 미 공군의 AIM-4 팰컨과 미 해군의 AIM-7 스패로 및 AIM-9 사이드와인더를 배치했다. 전후 연구를 통해 영국 왕립 공군은 1957년에 페어리 파이어플래시를 도입했지만 실패로 돌아갔다. 소련 공군은 1957년에 K-5를 도입했다. 최초의 성공적인 전투 배치와 적기 격추는 1958년 진먼 (금문) 위기 동안 발생했는데, 중화민국 공군 F-86 세이버가 미국이 공급한 AIM-9 사이드와인더 공대공 미사일을 사용하여 최소 한 대의 소련제 중국 인민해방군 공군 MiG-17을 격추했다. 중국 인민해방군 공군은 운 좋게도 MiG-17 중 하나에 박히고 폭발하지 않은 거의 온전한 AIM-9 사이드와인더를 회수했으며, 이를 소련에 역설계하여 K-13 공대공 미사일로 만들었다고 한다.
미사일 시스템이 계속 발전함에 따라, 현대 공중전은 거의 전적으로 미사일 발사로 구성된다. 초수평선 전투의 사용은 미국에서 너무나 만연하여 1960년대 초 F-4 초기형은 미사일만으로 무장했다. 베트남 전쟁 중 높은 사상자 발생으로 인해 미국은 기관포와 전통적인 도그파이팅 전술을 다시 도입했지만, 미사일은 여전히 공중전의 주요 무기이다.
포클랜드 전쟁에서 영국 해리어는 AIM-9L 미사일을 사용하여 더 빠른 아르헨티나 적기를 격파할 수 있었다. 20세기 후반부터 전방향 열추적 미사일은 엔진의 열 신호가 가장 강한 후방에서뿐만 아니라 다양한 각도에서 목표를 록온할 수 있게 되었다. 다른 유형은 레이더 유도(탑재형 또는 발사 항공기에 의해 "조준")에 의존한다.

### 공대공 미사일의 지대공 미사일 활용

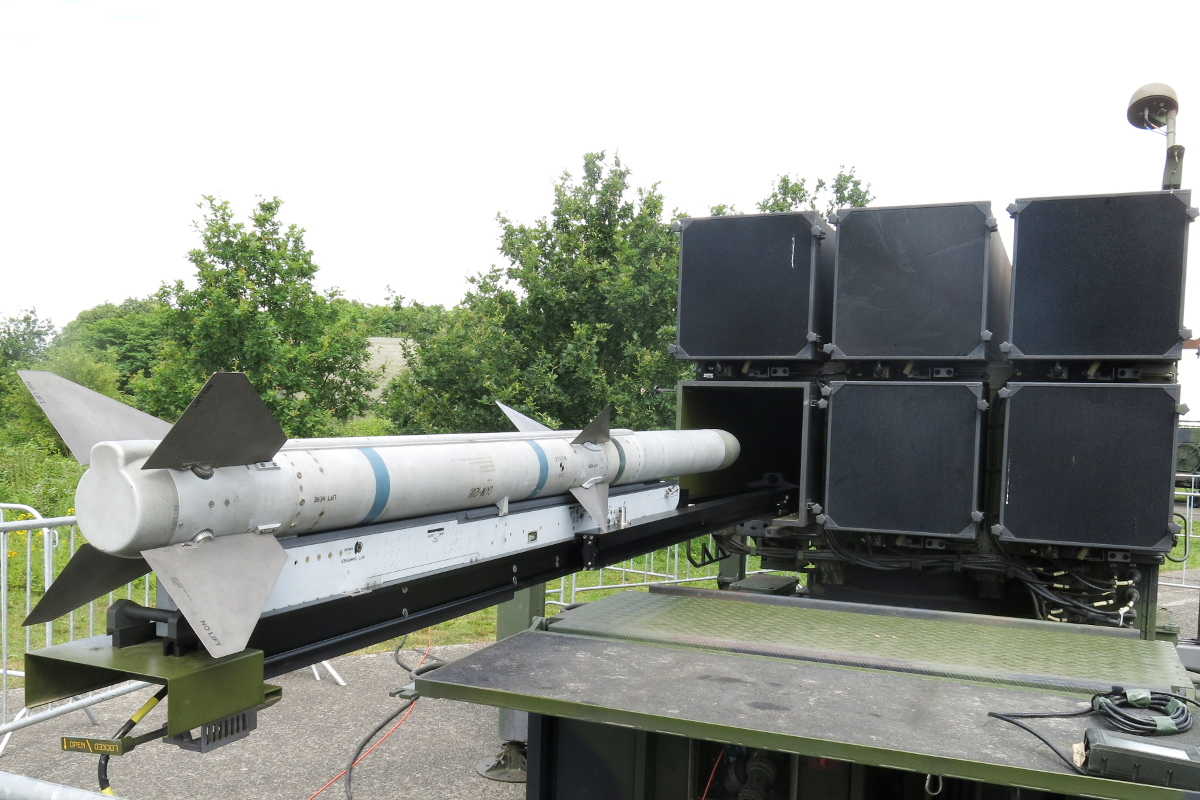
나삼스 캐니스터에서 연장된 레일에 장착된 AIM-120 더미 미사일

1999년에 R-73 미사일은 세르비아군에 의해 지대공 미사일로 개조되었다. 후티 운동 미사일 연구 개발 센터와 미사일 부대는 예멘 공군 비축 미사일을 사용하여 R-27/R-60/R-73/R-77을 사우디 항공기에 발사하려고 시도했다. R-27과 R-77의 문제는 목표물로의 유도를 지원할 레이더가 없다는 것이다. 그러나 R-73과 R-60은 적외선 열추적 미사일이다. 이 미사일들은 전력, "탐색기 헤드를 냉각시키는" 액체 질소, 그리고 미사일을 발사할 파일런만 있으면 된다. 이 미사일들은 "미국산 FLIR Systems ULTRA 8500 포탑"과 결합되었다. 한 번의 근접 오차만이 확인되었는데, 이는 사우디 왕립 공군 F-15SA에 발사된 R-27T였다. 그러나 단점은 이 미사일들이 한 제트 전투기에서 다른 제트 전투기에 발사되도록 의도되었다는 것이다. 따라서 모터와 연료 탑재량은 특수 제작된 지대공 미사일보다 작다.
서방에서는 노르웨이-미국이 제작한 나삼스 방공 시스템이 AIM-9 사이드와인더, IRIS-T 및 AIM-120 암람 공대공 미사일을 사용하여 목표를 요격하도록 개발되었다. 이 미사일들은 어떤 수정도 필요하지 않으므로, 시스템이 항공기에서 직접 미사일을 가져올 수 있다. 2020년 9월 플로리다 해안에서 실사격 시험이 실시되어 모의 순항 미사일을 성공적으로 격추했으며, 2022년에는 NASAMS가 우크라이나에 배치되어 이 미사일 시스템이 실제 전투 조건에서 처음으로 사용되었고, 우크라이나 정부에 따르면 100개 이상의 공중 목표를 격추할 수 있었다.

## 탄두

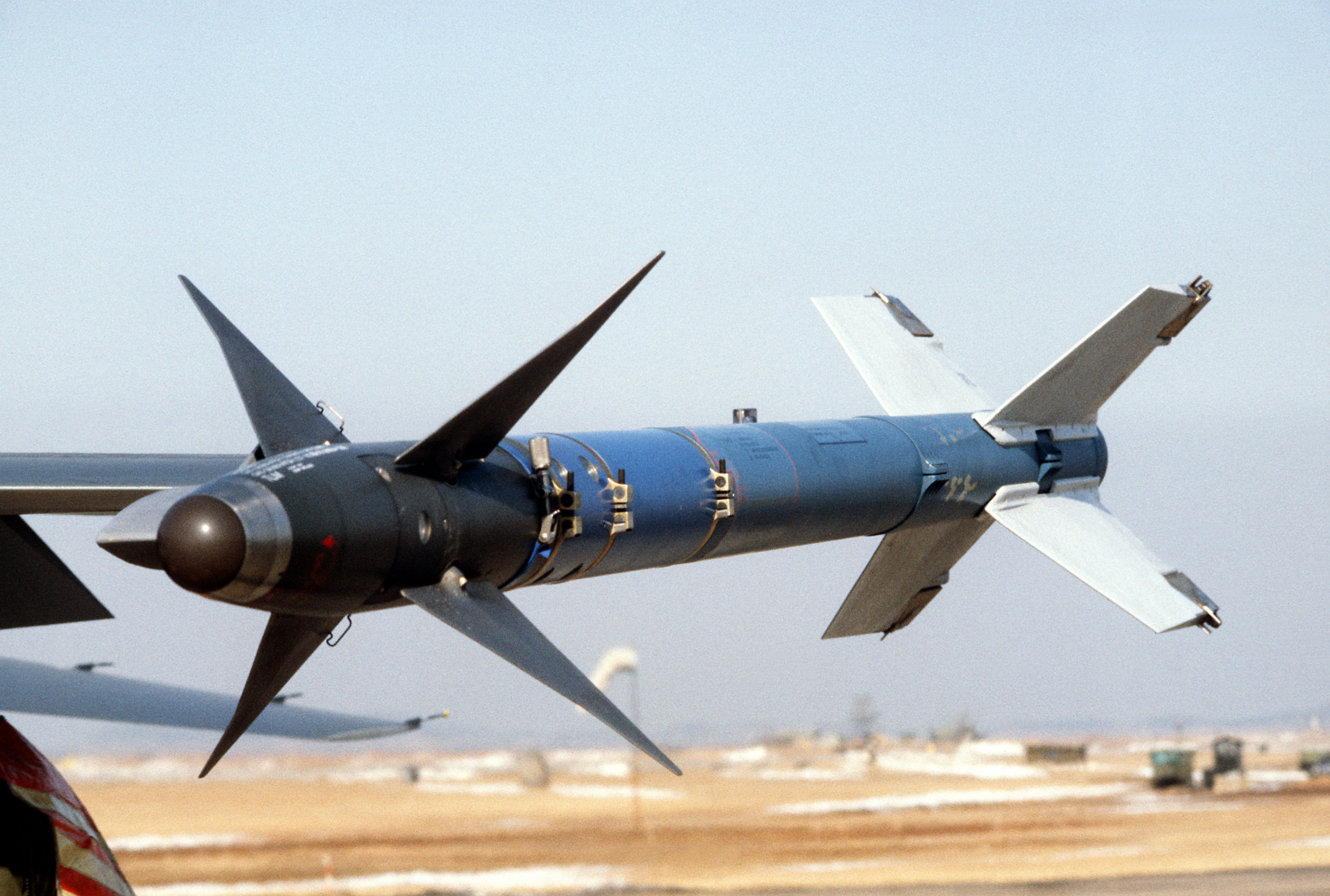
훈련용 AIM-9L 캡티브 공중 훈련 미사일(CATM)에는 로켓 엔진과 훈련용 불활성 탄두가 장착되어 있다.

일반적인 폭발 탄두, 파편형 탄두 또는 연속 파편봉 탄두(또는 이 세 가지 탄두 유형의 조합)가 일반적으로 목표 항공기를 무력화하거나 파괴하는 데 사용된다. 탄두는 일반적으로 근접 신관 또는 직접 명중 시 충격 신관에 의해 폭발된다. 드물게 핵탄두가 소수의 공대공 미사일 유형(예: AIM-26 팰컨)에 장착되었지만, 이들은 전투에서 사용된 적이 없다.

## 유도

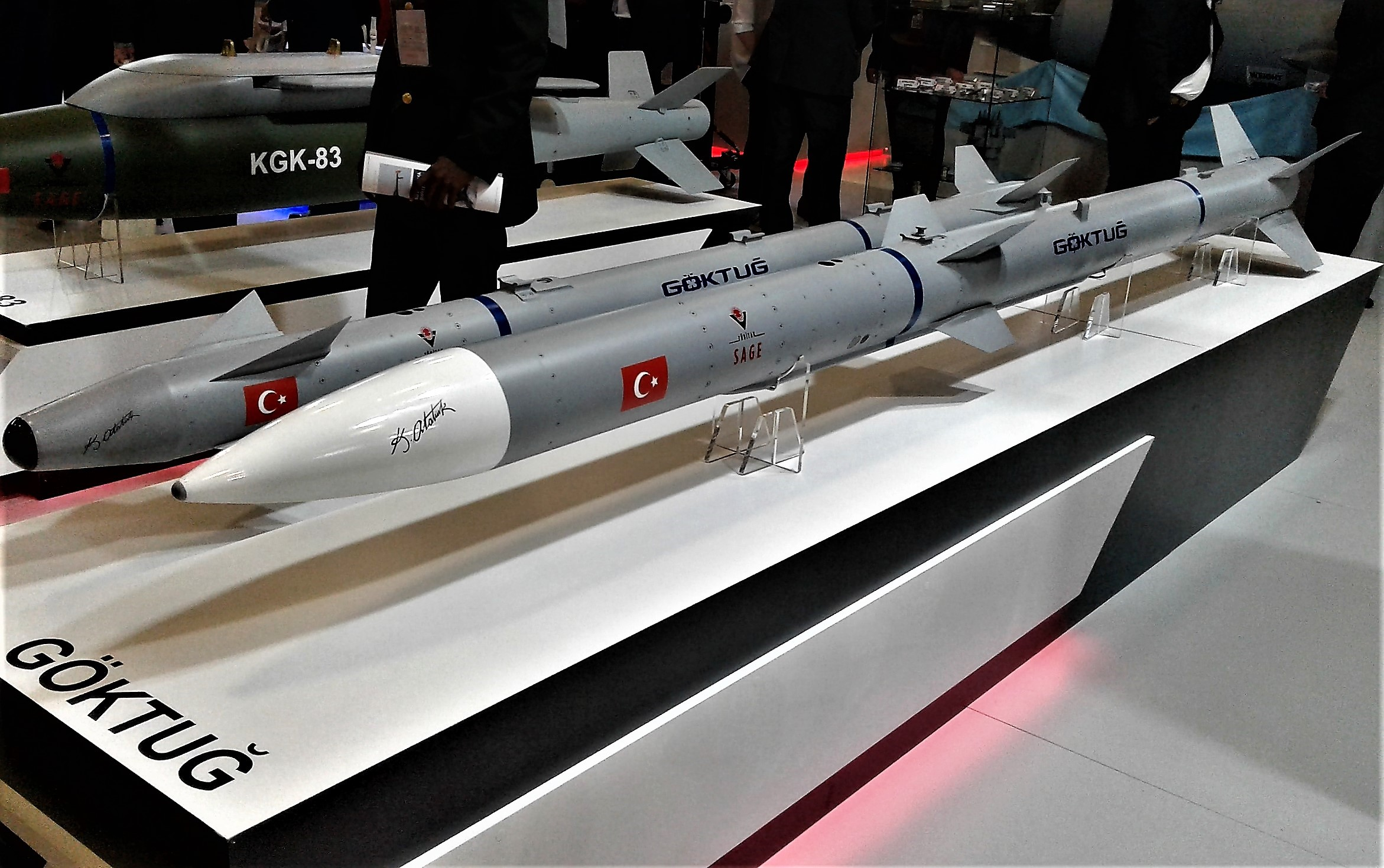
IDEF 2019 튀르키예 이스탄불에서 나란히 전시된 괵도안 (하단 전방 전시) 능동 레이더 유도 BVRAAM 공대공 미사일과 보즈도안 (하단 후방 전시) 적외선 유도 단거리 공대공 미사일.

유도 미사일은 목표를 탐지(일반적으로 레이더 또는 적외선 방식, 드물게는 레이저 유도 또는 광학 추적과 같은 다른 방식)한 다음 충돌 경로로 목표를 "추적"하여 작동한다.
미사일이 레이더 또는 적외선 유도를 사용하여 목표를 추적하더라도, 발사 항공기는 발사 전에 다른 수단으로 목표를 탐지하고 추적할 수 있다. 적외선 유도 미사일은 목표를 찾기 위해 공격 레이더에 "종속"될 수 있으며, 레이더 유도 미사일은 시각적으로 또는 적외선 탐색 및 추적 (IRST) 시스템을 통해 탐지된 목표에 발사될 수 있지만, 미사일 요격 자체의 일부 또는 전체 동안 공격 레이더가 목표를 비춰야 할 수도 있다.

### 레이더 유도
레이더 유도는 일반적으로 중장거리 미사일에 사용된다. 이 경우 목표의 적외선 신호는 적외선 탐지기가 추적하기에는 너무 희미할 수 있다. 레이더 유도 미사일에는 능동, 반능동, 수동의 세 가지 주요 유형이 있다.
레이더 유도 미사일은 빠른 기동(이는 "록온 해제"를 초래하거나 목표를 지나치게 할 수 있음), 채프 배치 또는 전자전 사용으로 대응할 수 있다.

#### 능동 레이더 유도

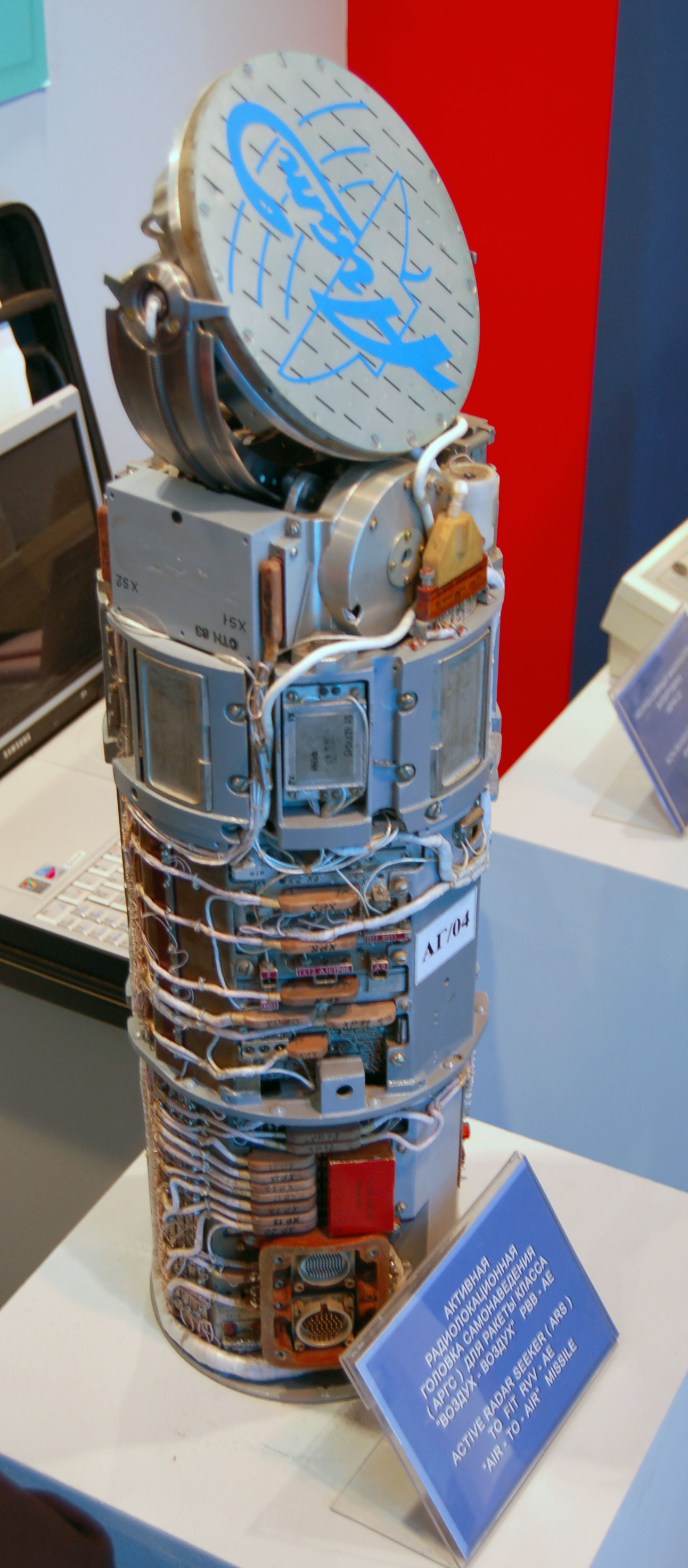
2009년 MAKS 에어쇼에서 빔펠 R-77의 능동 레이더 시커 헤드

능동 레이더 (AR) 유도 미사일은 자체 레이더 시스템을 탑재하여 목표를 탐지하고 추적한다. 그러나 레이더 안테나의 크기는 미사일의 작은 직경으로 인해 제한되어 사거리가 제한되므로, 일반적으로 이러한 미사일은 목표의 예측된 미래 위치로 발사되며, 목표물에 충분히 근접하도록 위치 확인 시스템, 관성 유도, 또는 발사 항공기나 미사일과 통신할 수 있는 다른 시스템으로부터의 중간 코스 업데이트와 같은 별도의 유도 시스템에 의존한다. 미리 정해진 지점(일반적으로 발사 이후 시간 또는 예측된 목표 위치 근처 도착을 기반으로 함)에서 미사일의 레이더 시스템이 활성화되고(미사일이 "활성 상태로 전환"되었다고 함), 미사일은 목표로 향한다.
공격 항공기에서 목표까지의 거리가 미사일의 레이더 시스템 범위 내에 있으면 미사일은 발사 즉시 "활성 상태로 전환"할 수 있다.
능동 레이더 호밍 시스템의 가장 큰 장점은 "파이어 앤 포겟" 공격 모드를 가능하게 하여, 공격 항공기가 미사일 발사 후 다른 목표를 추격하거나 해당 지역을 벗어날 수 있다는 점이다.

#### 반능동 레이더 유도

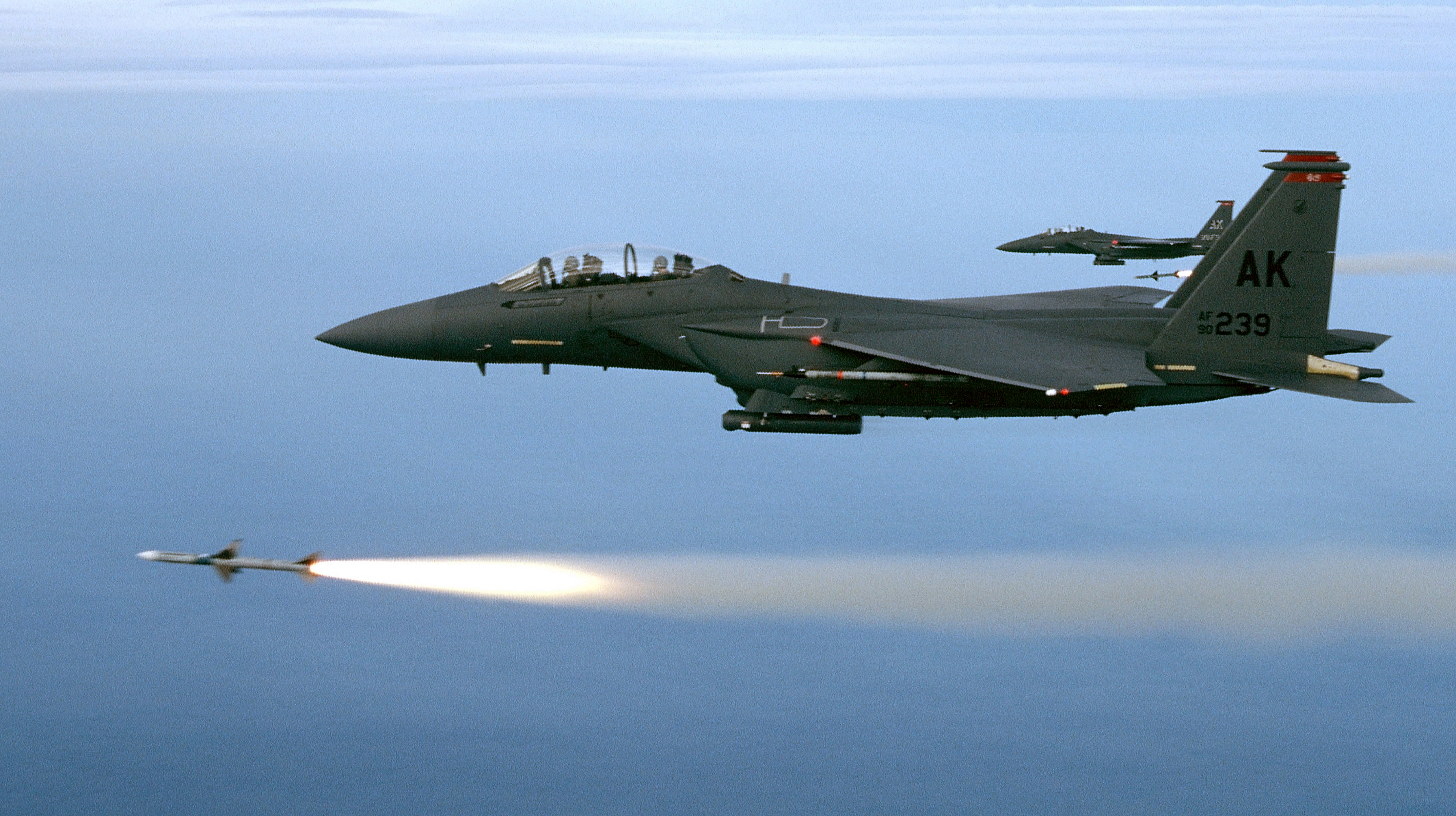
알래스나 엘멘도르프 공군기지 소속 미 공군 90전투비행대대의 F-15E 2대가 훈련 임무 중 반능동 레이더 유도 AIM-7M을 발사하고 있다.

반능동 레이더 호밍(SARH) 유도 미사일은 더 간단하고 흔하다. 이들은 목표물에서 반사되는 레이더 에너지를 탐지하여 작동한다. 레이더 에너지는 발사 항공기 자체의 레이더 시스템에서 방출된다.
그러나 이것은 미사일이 요격할 때까지 발사 항공기가 목표물에 "록온"을 유지해야 함(자체 레이더로 목표 항공기를 계속 비춰야 함)을 의미한다. 이는 공격 항공기에 위협이 나타날 경우 필요할 수 있는 기동 능력을 제한한다.
SARH 유도 미사일의 장점은 반사된 레이더 신호를 추적하기 때문에 미사일이 가까워질수록 정확도가 실제로 증가한다는 것이다. 반사 신호가 "점원"에서 오기 때문이다. 이에 반해 여러 목표가 있을 경우 각 목표가 동일한 레이더 신호를 반사하여 미사일이 의도한 목표가 무엇인지 혼란스러워할 수 있다. 미사일은 특정 목표를 선택하지 못하고 어떤 특정 항공기의 치명적인 범위 내에 진입하지 않고 대형을 통과할 수도 있다. 최신 미사일은 이러한 문제를 방지하는 데 도움이 되는 논리 회로를 유도 시스템에 내장하고 있다.
동시에 미사일 록온을 방해하는 것이 더 쉽다. 발사 항공기가 미사일보다 목표물에서 멀리 떨어져 있기 때문에 레이더 신호가 더 멀리 이동해야 하며 거리에 따라 크게 감쇠된다. 이는 미사일이 가까워질수록 신호가 강해지는 대항 수단에 의해 미사일이 방해되거나 "속임수"를 당할 수 있음을 의미한다. 이에 대한 한 가지 대책은 미사일에 "재밍 신호 추적" 기능이 있어 재밍 신호를 추적할 수 있도록 하는 것이다.

#### 빔 라이딩

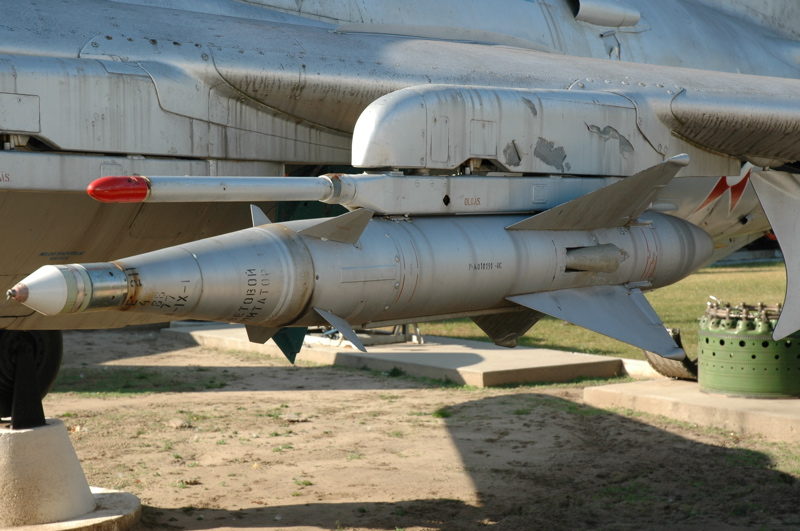
MiG-19에 장착된 빔 라이딩 K-5 (미사일) 공대공 미사일. (헝가리 케셀 군사 역사 박물관 및 공원에 전시)

초기 레이더 유도 방식 중 하나는 "빔 라이딩" (BR)이었다. 이 방식에서는 공격 항공기가 좁은 레이더 에너지 빔을 목표물에 조준한다. 공대공 미사일은 빔 안으로 발사되었으며, 미사일 후방의 센서가 미사일을 제어하여 빔 안에 유지했다. 빔이 목표 항공기에 계속 유지되는 한, 미사일은 요격할 때까지 빔을 타고 이동했다.
개념적으로는 간단하지만, 빔을 목표물에 견고하게 유지하고(목표물이 직진 비행이나 수평 비행으로 협조할 것이라고 기대할 수 없음), 자신의 항공기를 계속 조종하며, 적의 방해 전파를 모니터링하는 것이 동시에 어려운 문제였다.
또 다른 복잡한 문제는 빔이 공격 항공기로부터의 거리가 증가함에 따라 원뿔 형태로 퍼져 나간다는 점이었다. 이로 인해 미사일이 도착할 때 빔이 실제 목표 항공기보다 커질 수 있으므로 미사일의 정확도가 떨어졌다. 미사일이 빔 안에 안전하게 있을지라도 목표를 파괴할 만큼 충분히 가깝지 않을 수 있었다.

### 적외선 유도

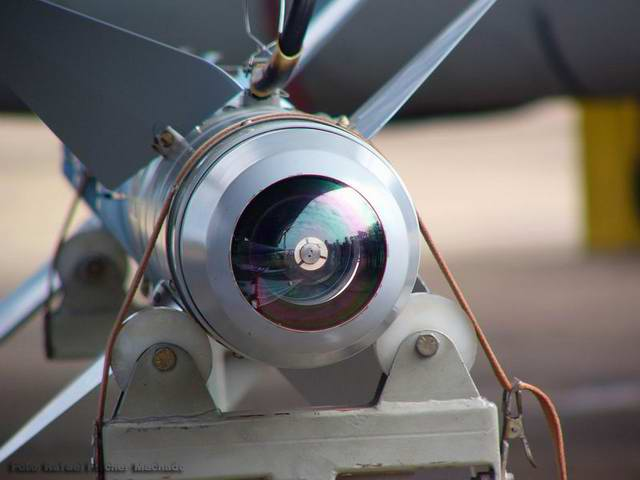
MAA-1 피라냐의 적외선 유도 탐색기 헤드

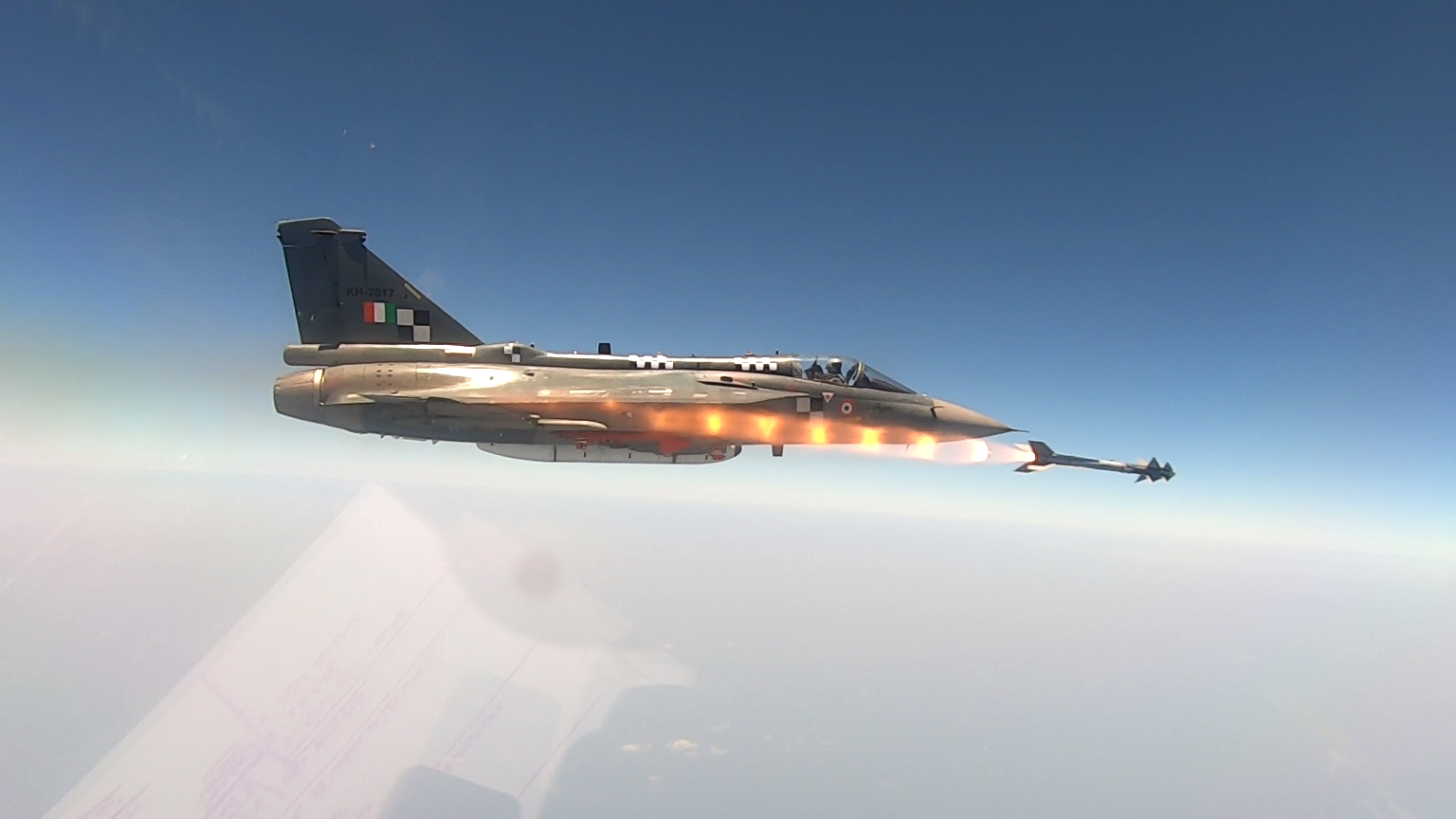
HAL 테자스 전투기에서 발사되는 적외선 유도 파이톤-5 공대공 미사일

적외선 유도(IR) 미사일은 항공기에서 발생하는 열을 추적한다. 초기 적외선 탐지기는 감도가 좋지 않아 항공기의 뜨거운 배기 파이프만 추적할 수 있었다. 이는 공격 항공기가 적외선 유도 미사일을 발사하기 전에 목표물 뒤쪽으로 기동해야 함을 의미했다. 이는 또한 미사일의 사거리를 제한했는데, 거리가 증가함에 따라 적외선 신호가 너무 작아져 탐지하기 어렵고 발사 후 미사일이 목표물을 "따라잡기" 위한 노력을 해야 했기 때문이다. 초기 적외선 탐색기는 구름이나 비 속에서는 사용할 수 없었으며(여전히 어느 정도 제한적임) 태양, 구름이나 지상 물체에 반사된 태양빛, 또는 시야 내의 다른 "뜨거운" 물체에 의해 방해받을 수 있었다.
더 현대적인 적외선 유도 미사일은 항공기 엔진의 희미한 열 신호 외에도 공기 흐름의 마찰로 인해 따뜻해진 항공기 표면의 열을 탐지할 수 있으며, 항공기가 측면 또는 정면에서 보일 때도 마찬가지이다. 이는 더 뛰어난 기동성과 결합되어 "전방향" 능력을 제공하며, 공격 항공기는 더 이상 목표물 뒤쪽에 있을 필요가 없이 발사할 수 있게 되었다. 목표물 뒤에서 발사하는 것이 명중 확률을 높이지만, 발사 항공기는 그러한 꼬리 추격전에서 일반적으로 목표물에 더 가까이 있어야 한다.
항공기는 항공기보다 더 뜨거운 플레어를 투하하여 적외선 미사일에 방어할 수 있으며, 이로써 미사일은 더 밝고 뜨거운 목표를 추적하게 된다. 반대로, IR 미사일은 온도가 특정 범위 내에 있지 않은 목표를 무시할 수 있도록 필터를 사용할 수 있다.
엔진 열을 밀접하게 모방하는 견인 디코이와 적외선 재머도 사용할 수 있다. 일부 대형 항공기 및 많은 전투 헬리콥터는 일반적으로 엔진 근처에 장착되는 소위 "뜨거운 벽돌" 적외선 재머를 사용한다. 현재 연구는 적외선 유도 미사일의 유도 시스템을 속이거나 파괴할 수 있는 레이저 장치를 개발하고 있다. 적외선 방어수단을 참조하라.
21세기 초 AIM-132 아스람과 같은 미사일은 목표물을 "보는"(디지털 비디오 카메라와 매우 유사한) "이미징 적외선" 탐색기를 사용하여 항공기와 플레어와 같은 점열원을 구별할 수 있다. 또한 매우 넓은 탐지 각도를 특징으로 하여 공격 항공기가 미사일이 록온하기 위해 목표를 똑바로 조준할 필요가 없다. 조종사는 헬멧 장착 조준기 (HMS)를 사용하여 목표 항공기를 보고 조준한 다음 발사할 수 있다. 이를 "보어사이트 벗어난" 발사라고 한다. 예를 들어, 러시아의 Su-27은 HMS 조준 미사일을 위한 레이저 거리 측정기가 있는 적외선 탐색 및 추적 (IRST) 시스템을 갖추고 있다.

### 전기광학
미사일 유도의 최근 발전은 전기광학 영상이다. 이스라엘의 파이톤-5는 광학 영상을 통해 지정된 영역을 스캔하여 목표를 찾는 전기광학 탐색기를 가지고 있다. 목표가 포착되면 미사일은 격추를 위해 록온한다. 전기광학 탐색기는 조종석과 같이 항공기의 주요 영역을 목표로 삼도록 프로그램될 수 있다. 목표 항공기의 열 신호에 의존하지 않으므로 무인 항공기 및 순항 미사일과 같은 저열 목표물에 사용할 수 있다. 그러나 구름이 전기광학 센서를 방해할 수 있다.

### 수동 대레이더
미사일 유도 설계의 발전은 베트남 전쟁 동안 개척되어 방출하는 지대공 미사일(SAM) 위치를 추적하는 데 사용되었던 대레이더 미사일(ARM) 설계를 공중 요격 무기로 전환하고 있다. 현재 공대공 수동 대레이더 미사일 개발은 일반적으로 강력한 탐색 레이더를 장착하는 공중조기경보통제기(AEW&C – AEW 또는 AWACS라고도 함)에 대한 대응책으로 간주된다.
목표 항공기 레이더 방출에 대한 의존성 때문에, 전투기에 사용될 때 수동 대레이더 미사일은 주로 전방 요격 기하학적 형상에 국한된다. 예를 들어, 빔펠 R-27 및 브라조를 참조하라.
수동 대레이더 호밍의 또 다른 측면은 "재밍 신호 추적" 모드이다. 이 모드는 설치될 때 기본 탐색기가 목표 항공기의 전자전에 의해 방해받을 경우 레이더 유도 미사일이 목표 항공기의 재머를 추적할 수 있도록 한다.

## 설계

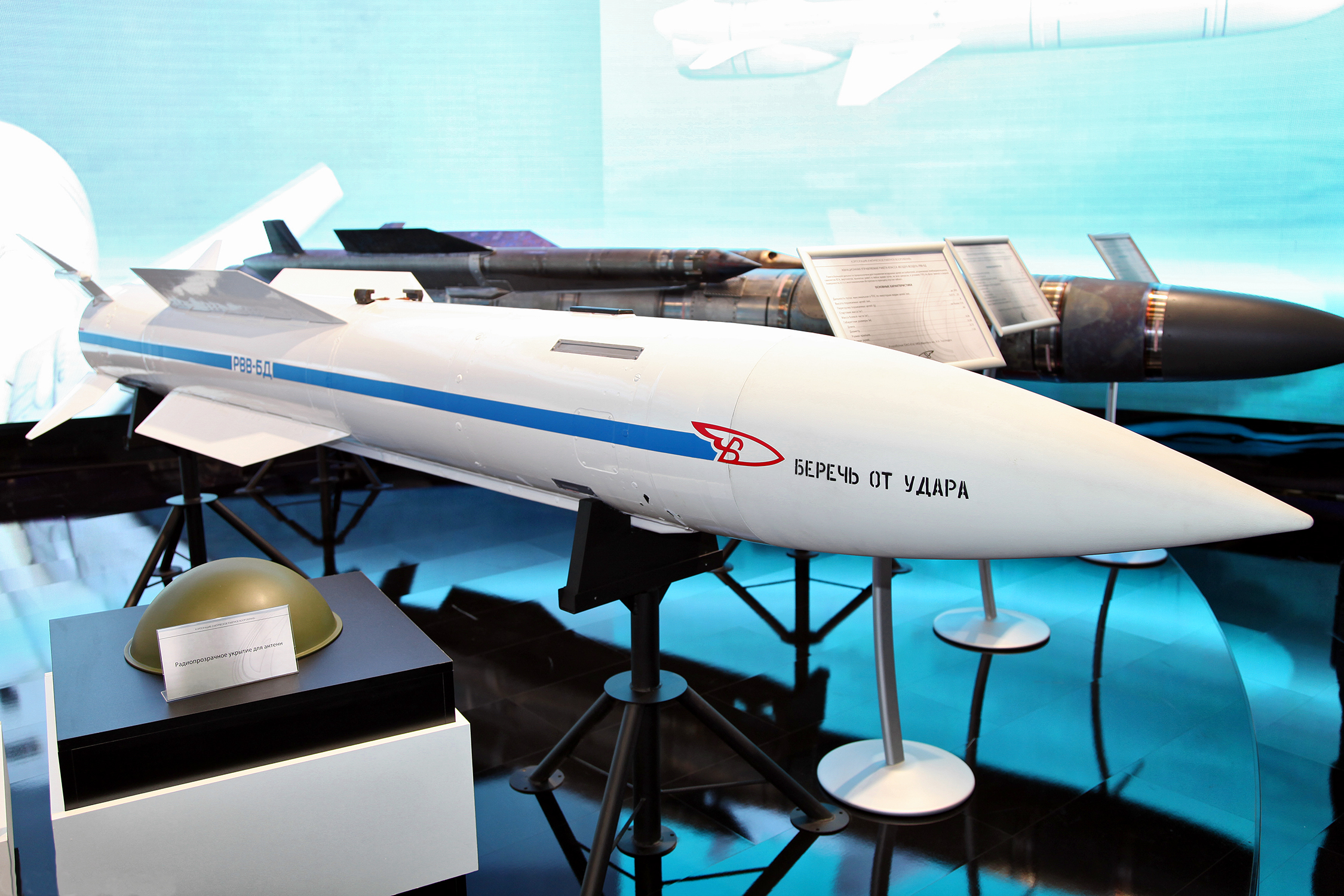
2013년 MAKS 에어쇼에서 스크램제트 엔진 추진 R-37M (수출 명칭 RVV-BD) 장거리 극초음속 BVRAAM 미사일.

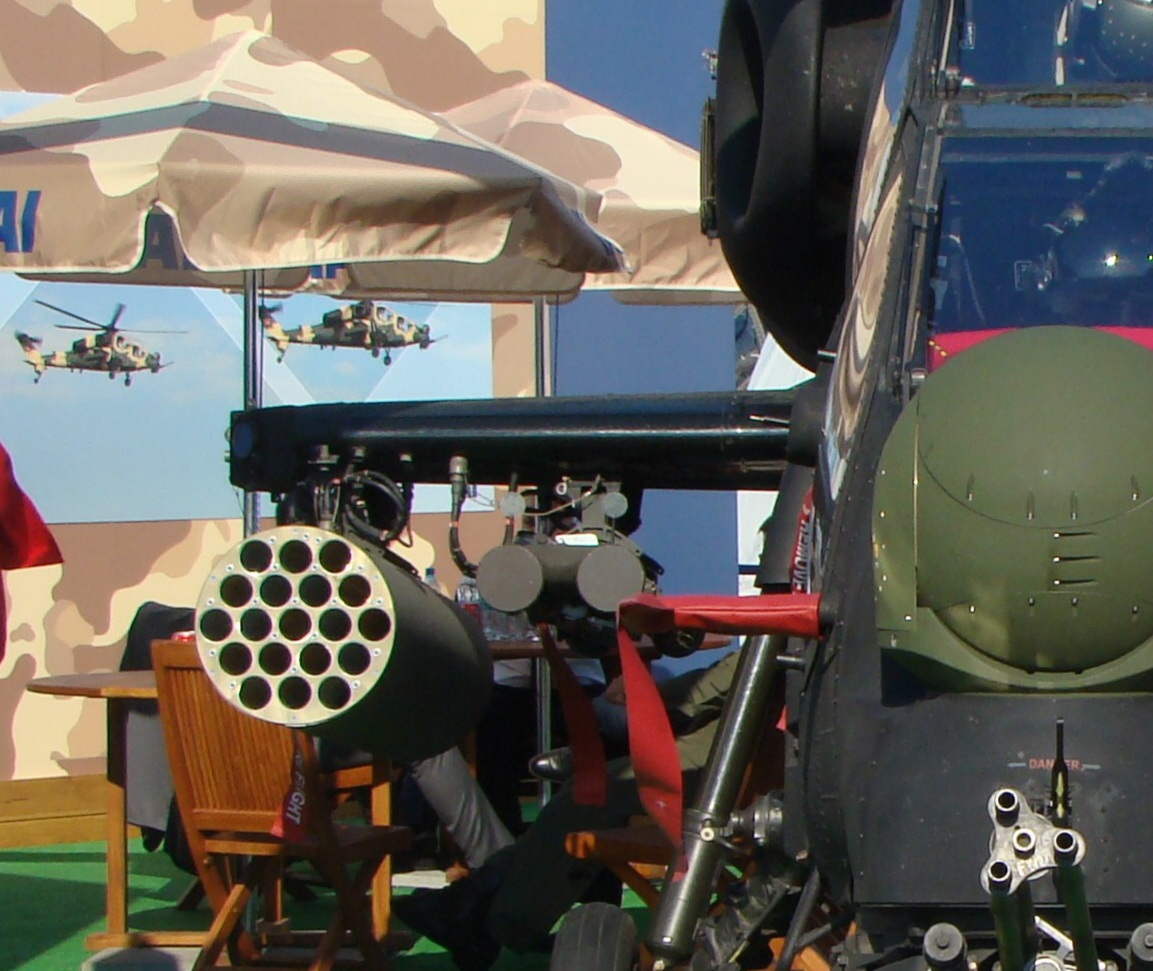
날개 아래에 초단거리 AIM-92 스팅어 미사일 2기가 장착된 T129 아타크 헬리콥터. 헬리콥터 발사 미사일은 FIM-92 스팅어 휴대용 방공 미사일에서 개발되었다.

공대공 미사일은 일반적으로 단면적을 줄여 고속으로 이동할 때 항력을 최소화하기 위해 길고 얇은 원통형이다. 미사일은 탐색기, 유도, 탄두, 모터, 제어 작동의 다섯 가지 주요 시스템으로 나뉜다(앞에서 뒤로).
가장 앞에는 레이더 시스템, 레이더 호밍 장치 또는 적외선 탐지기와 같은 탐색기가 있다. 그 뒤에는 미사일을 제어하는 항공 전자 장치가 있다. 일반적으로 그 다음, 미사일 중앙에는 탄두가 있으며, 보통 몇 킬로그램의 고폭탄이 폭발 시 파편화되는 금속(또는 경우에 따라 미리 파편화된 금속)으로 둘러싸여 있다.
미사일의 후방 부분에는 추진 시스템, 보통 로켓 유형 및 제어 작동 시스템 또는 CAS가 포함된다. 이중 추력 고체 연료 로켓이 일반적이지만, 일부 장거리 미사일은 범위 연장 및 에너지 집약적인 최종 기동을 위한 연료 보존을 위해 "조절"할 수 있는 액체 연료 모터를 사용한다. 일부 고체 연료 미사일은 최종 유도 단계에서 연소하는 두 번째 로켓 모터로 이 기술을 모방한다. MBDA 미티어와 같이 공기를 "흡입"하여(제트 엔진과 유사한 램제트 사용) 사거리를 확장하는 미사일도 있다.
현대 미사일은 "저연기" 모터를 사용한다. 초기 미사일은 두꺼운 연기 흔적을 남겨 목표 항공기의 승무원이 공격을 쉽게 인지하고 회피 방법을 결정하는 데 도움이 되었다.
CAS는 일반적으로 전기 기계식 서보 제어 작동 시스템으로, 유도 시스템으로부터 입력을 받아 미사일 후방의 에어포일 또는 핀을 조작하여 무기를 목표물로 유도하거나 조종한다.
현재, 국가들은 스크램제트 엔진을 사용하는 극초음속 공대공 미사일(예: R-37 또는 AIM-260)을 개발하기 시작했는데, 이는 BVR 전투의 효율성을 높일 뿐만 아니라 목표 항공기의 생존 가능성을 거의 0으로 떨어뜨린다.

## 성능
공대공 미사일 성능에 대한 논의에서 자주 등장하는 몇 가지 용어가 있다.
발사 성공 구역발사 성공 구역은 최종 순간까지 교전 사실을 인지하지 못하는 목표물에 대해 높은(정의된) 격추 확률을 갖는 범위이다. 시각적으로 또는 경보 시스템에 의해 경고를 받으면 목표물은 최후의 기동 시퀀스를 시도한다.
F-폴밀접하게 관련된 용어는 F-폴이다. 이는 요격 시점의 발사 항공기와 목표물 간의 경사 거리이다. F-폴이 클수록 발사 항공기가 해당 미사일로 제공권을 확보할 가능성이 더 높다는 것을 의미한다.
A-폴이는 미사일이 능동 유도를 시작하거나 미사일의 능동 탐색기로 목표를 획득할 때 발사 항공기와 목표 간의 경사 거리이다. A-폴이 클수록 발사 항공기가 미사일 탐색기 획득까지 미사일 유도를 지원해야 하는 시간이 적고 거리가 더 멀어질 수 있다.
무회피 구역무회피 구역은 목표물이 경고를 받았을지라도 높은(정의된) 격추 확률을 갖는 구역이다. 이 구역은 미사일 발사 지점에 끝이 있는 원뿔 형태로 정의된다. 원뿔의 길이와 너비는 미사일 및 탐색기 성능에 의해 결정된다. 미사일의 속도, 사거리 및 탐색기 감도는 이 가상의 원뿔의 길이를 주로 결정하며, 미사일의 민첩성(회전율) 및 탐색기 복잡성(탐지 속도 및 축외 목표 탐지 능력)은 원뿔의 너비를 결정한다.

### 미사일 최소 사거리

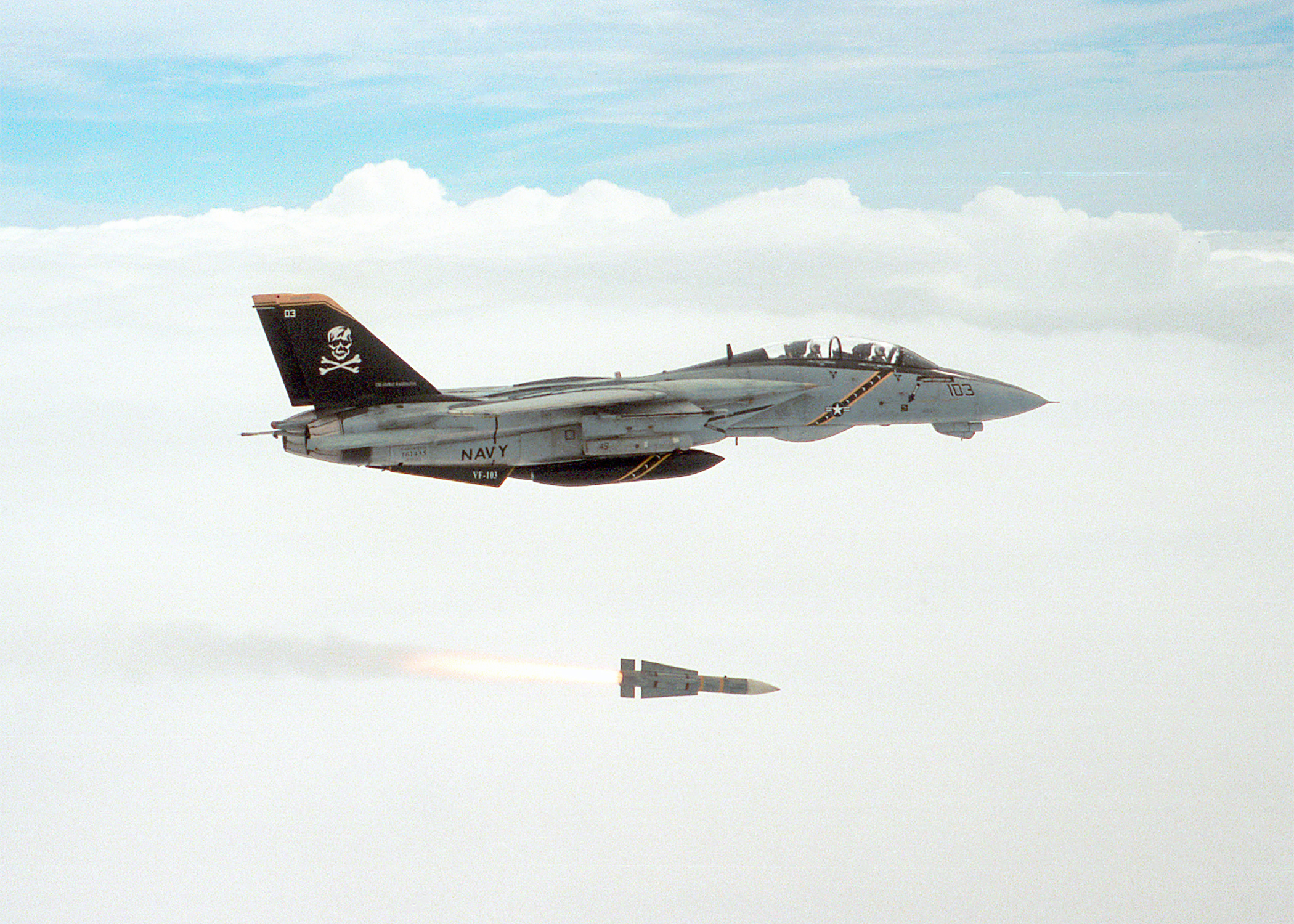
미국 해군 VF-103 졸리 로저스 F-14 톰캣 전투기가 AIM-54 피닉스 장거리 공대공 미사일을 발사하고 있다. 사진 제공 미 해군 대서양 함대.

미사일은 효과적으로 기동할 수 없는 최소 사거리에 영향을 받는다. 짧은 거리에서 불량한 발사 각도에서 목표물을 명중시키기 위해 충분히 기동하려면 일부 미사일은 추력편향을 사용한다. 이는 모터가 미사일을 충분히 고속으로 가속시켜 작은 공기 역학적 표면이 유용해지기 전에 미사일이 "레일에서 벗어나" 회전을 시작할 수 있도록 한다.

## 단거리 공대공 미사일
단거리 공대공 미사일(SRAAM)은 일반적으로 "도그파이트" 또는 초수평선 미사일에 비해 근접 공중전에서 사용된다. 대부분의 단거리 공대공 미사일은 적외선 유도된다.

### SRAAM 미사일 진화

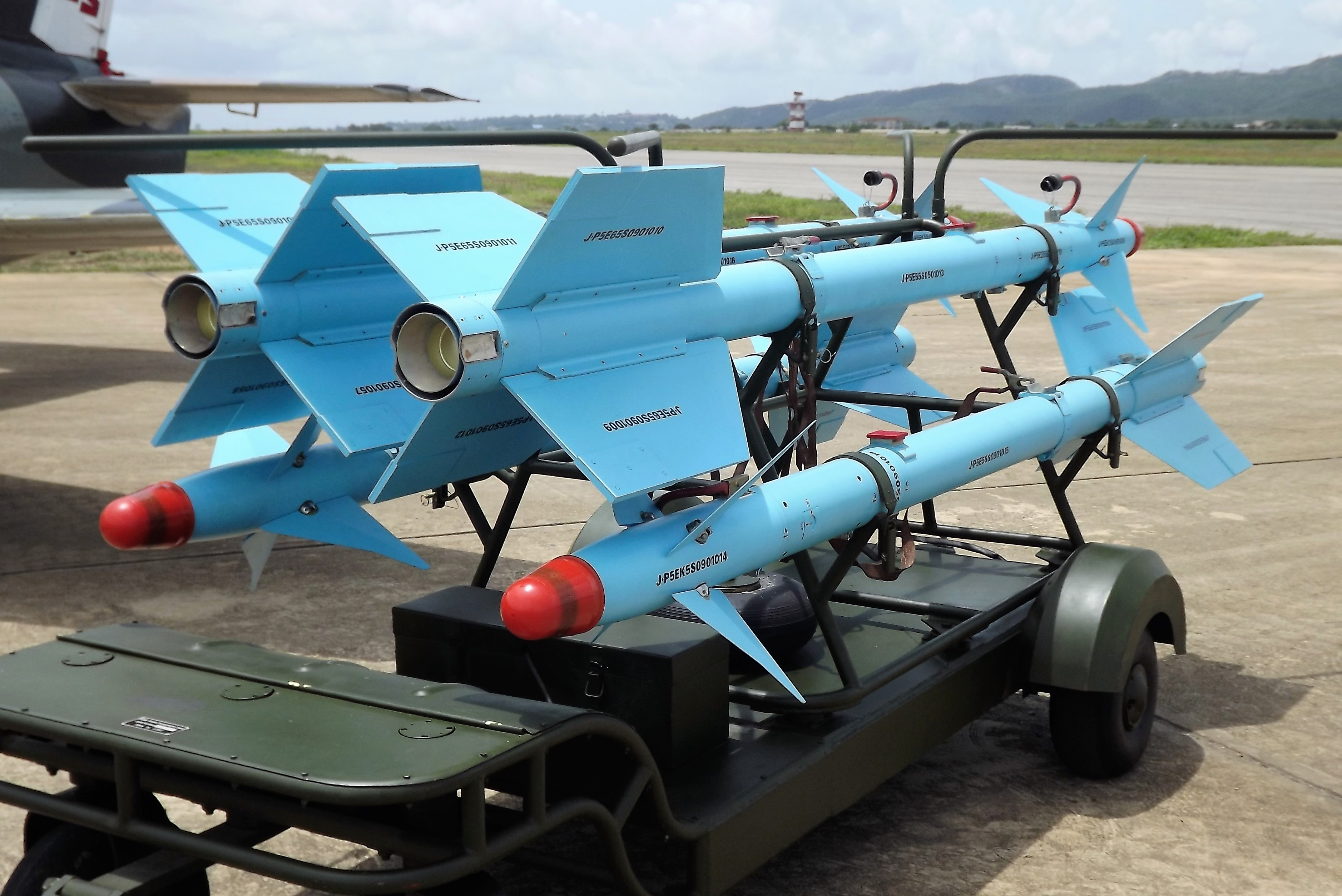
중국 PL-5 단거리 공대공 미사일

이러한 미사일들은 일반적으로 역사적 기술 발전에 따라 5개의 "세대"로 분류된다. 이러한 발전의 대부분은 적외선 탐색기 기술(나중에 디지털 신호 처리와 결합됨)에 있었다.

### 1세대
초기 사이드와인더와 빔펠 K-13(AA-2 아톨)과 같은 초기 단거리 미사일은 좁은(30도) 시야를 가진 적외선 탐색기를 가지고 있었고, 공격자는 목표물 뒤에 위치해야 했다(후방 교전). 이는 목표 항공기가 미사일 탐색기의 시야에서 벗어나 미사일이 목표를 놓치게("록온 해제") 하기 위해 약간만 회전하면 된다는 것을 의미했다.

### 2세대
2세대 단거리 미사일은 이전 세대보다 더 효과적인 탐색기를 사용했으며, 일반적으로 "언케이지드(uncaged)"되어 열 신호에 대한 감도가 향상되었을 뿐만 아니라 시야도 증가했다. 또한 기동하는 목표물에 대한 격추 확률을 높이기 위해 FOV 내에서 미사일을 선도할 가능성도 제공했다. 어떤 경우에는 열 신호에 대한 감도 향상으로 인해 레드 탑 미사일의 경우와 같이 매우 제한적인 측면 및 심지어 전방향 추적이 가능해졌다. 1세대 공중전 미사일에 비해 향상된 조종면과 추진 모터와 결합하여, 2세대 단거리 미사일의 기술 발전은 이 미사일들이 기동하지 않는 폭격기뿐만 아니라 능동적으로 기동하는 전투기에도 사용될 수 있도록 했다. 예를 들어, 빔펠 K-13과 AIM-9의 고급 파생형인 K-13M (R-13M, Object 380) 또는 AIM-9D / G / H가 있다.

### 3세대
이 세대는 훨씬 더 민감한 탐색기를 도입하여 항공기의 표면에서 방출되는 따뜻한 열을 전방 또는 측면에서 추적할 수 있게 되었으며, 후방에서만 뜨거운 엔진 노즐을 추적하는 것과 달리 진정한 전방향 능력을 제공했다. 이는 잠재적인 공격 범위를 크게 확장하여, 공격자가 후방뿐만 아니라 측면 또는 정면에 있는 목표물을 향해 발사할 수 있게 했다. 시야는 여전히 상당히 좁은 원뿔에 제한되었지만, 적어도 공격은 목표 뒤에 있을 필요가 없었다.
또한 3세대 단거리 미사일의 특징은 이전 세대보다 향상된 민첩성과 레이더 슬레이브 능력이다. 이는 발사 항공기의 레이더 또는 IRST 시스템에서 추적 데이터를 획득하여 공격자가 미사일을 선도하기 전에 항공기 기수를 적에게 향하게 할 필요 없이 미사일을 발사할 수 있도록 한다. 이 세대 공중전 미사일의 예시로는 R-60M 또는 파이톤-3가 있다.

### 4세대
빔펠 R-73(AA-11 아처)은 1985년에 도입되었으며 새로운 세대의 공중전 미사일을 나타냈다. 이 미사일은 더 넓은 시야를 가졌고 헬멧 장착 조준기를 사용하여 목표물을 조준할 수 있었다. 이는 일반적으로 발사를 기다리는 동안 전방을 응시하는 구형 미사일로는 볼 수 없었던 목표물에 대해 발사할 수 있도록 했다. 이 능력은 교차하는 목표물에 대해 미사일이 기동하고 더 먼 거리에서 발사할 수 있도록 하는 더 강력한 모터와 결합되어 발사 항공기의 전술적 자유를 향상시켰다.
4세대 미사일의 다른 구성원들은 초점면 배열을 사용하여 훨씬 향상된 스캔 및 대응책 저항(특히 플레어에 대한)을 제공한다. 이 미사일들은 또한 훨씬 더 민첩하며, 일부는 추력편향(일반적으로 짐벌 추력)을 사용한다.

### 5세대

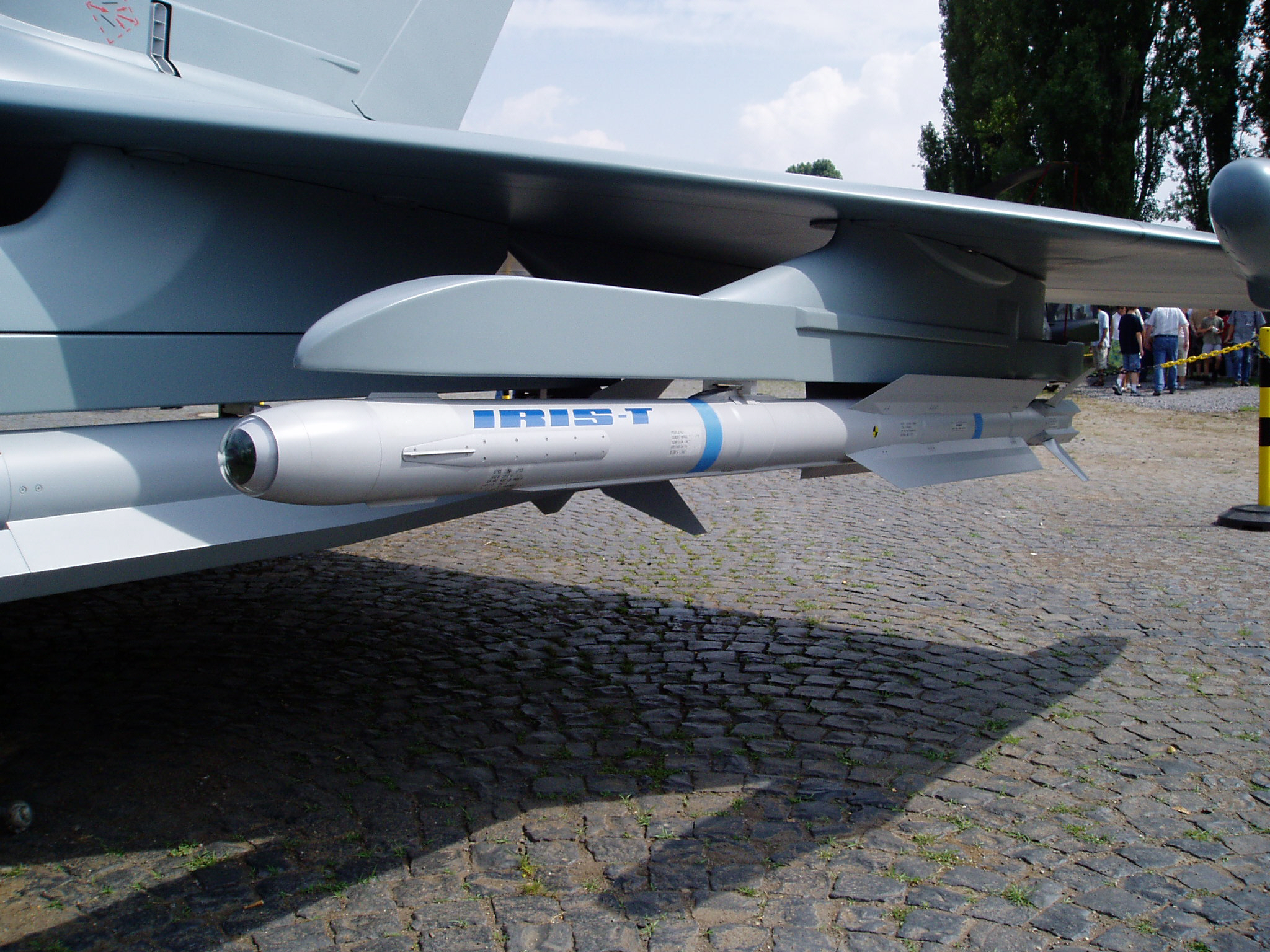
독일 공군의 IRIS-T 공대공 미사일.

최신 세대의 단거리 미사일은 탐색기 기술의 발전으로 다시 정의된다. 이번에는 전기 광학 이미징 적외선(IIR) 탐색기로, 미사일이 단일 "점"의 적외선 복사(열) 대신 이미지를 "볼" 수 있게 한다. 센서와 더 강력한 디지털 신호 처리가 결합되어 다음과 같은 이점을 제공한다.
- 플레어와 같은 IRCM에서 항공기를 구별할 수 있는 뛰어난 적외선 대항 능력(IRCCM).
- 향상된 감도는 더 긴 사거리와 UAV와 같은 더 작은 저공 비행 목표물을 식별하는 능력을 의미한다.
- 더 상세한 목표 이미지를 통해 가장 밝은 적외선 원(배기 가스)만 추적하는 대신 항공기의 더 취약한 부분을 목표로 삼을 수 있다.

5세대 단거리 미사일의 예시는 다음과 같다.
- R-73M ("AA-11 아처") – 러시아 (1994–)[13]
- AIM-132 아스람 – 영국 (1998–)
- AIM-9X 사이드와인더 – 미국 (2003–)
- 파이톤 5 – 이스라엘 (2003–)
- 04식 공대공유도탄 – 일본 (2004–)
- IRIS-T – 독일 (2005–)
- PL-10 – 중화인민공화국 (2015–)
- R-74M2 ("AA-11 아처") – 러시아 (2019–)[14]
- A-Darter – 남아프리카 공화국 및 브라질 (2019–)[15]
- 보즈도안 – 튀르키예 (2024–)

## 국가별 미사일 목록
각 미사일에 대해 사거리 및 유도 메커니즘을 포함한 간략한 설명이 제공된다.

### 브라질
- MAA-1A 피라냐 – 단거리 IR
- MAA-1B 피라냐 – IR 유도 미사일.
- A-Darter – 단거리 IR (남아프리카 공화국과 공동 개발)

### 캐나다
- 벨벳 글러브 – 단거리, 반능동 레이더 유도

### 프랑스
- 노르드 AA.20, AA.25 – 무선 유도, 빔 라이딩
- 마트라 R.510 – IR 유도
- 마트라 R.511 – 레이더 유도
- 마트라 R550 매직 – 단거리, IR 유도
- 마트라 매직 II – IR 유도
- 마트라 R.530 – 중거리, IR 또는 레이더 유도
- 마트라 슈퍼 530F/슈퍼 530D – 중거리, 레이더 유도
- 마트라 미스트랄 – IR 유도
- MBDA 미카 – 중거리, IR 또는 능동 레이더 유도
- MBDA 미티어 – 라팔에 통합된 장거리 능동 레이더 유도 미사일.[16]
- PARS 3 LR

### 독일

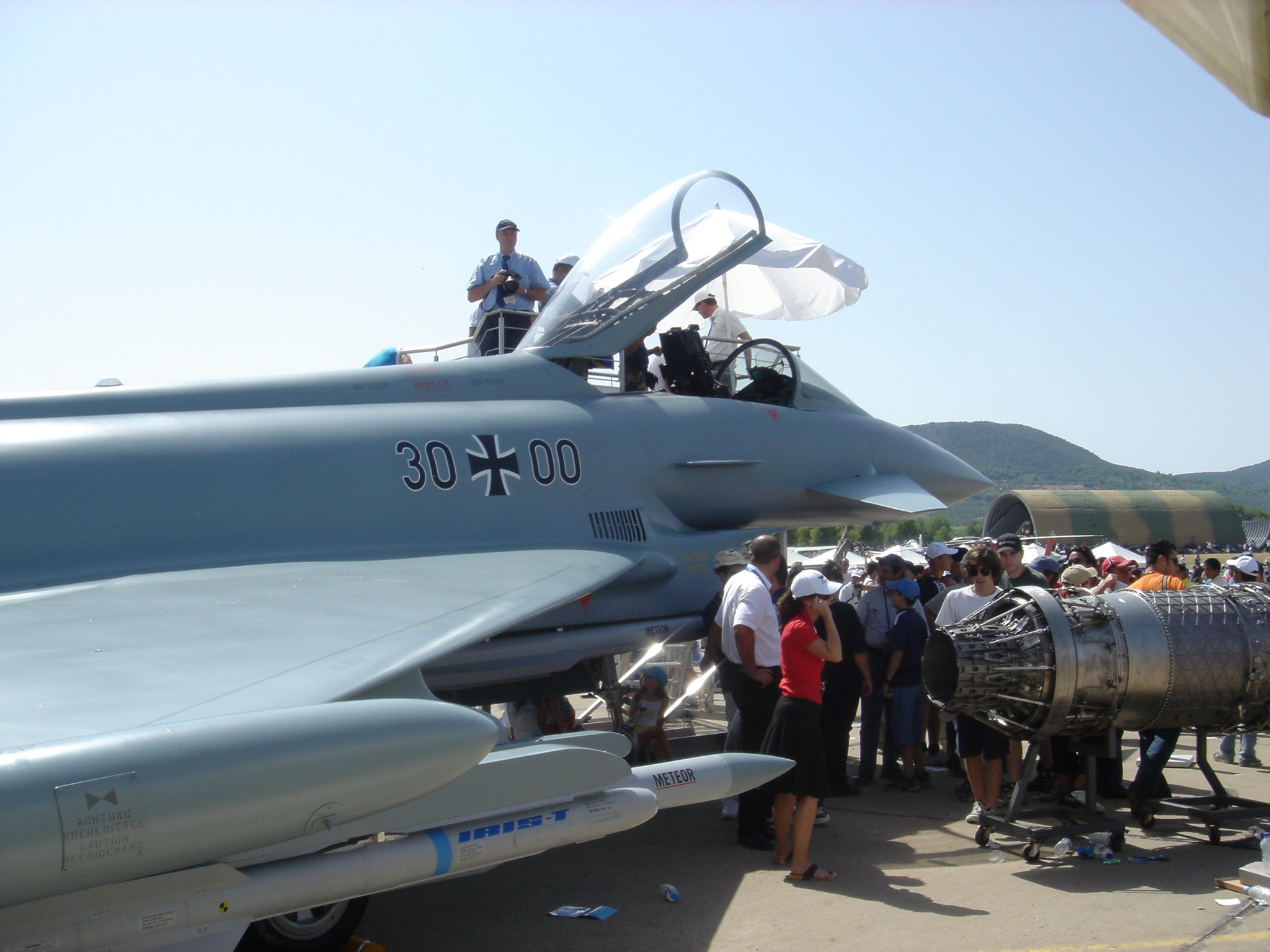
유로파이터 타이푼에 장착된 독일 공군 IRIS-T 및 미티어 미사일

- 헨셸 Hs 298 – 제2차 세계 대전 설계, MCLOS, 실전 배치되지 않음
- IRIS-T
- MBDA 미티어 장거리, 능동 레이더 유도, 유로파이터 통합 계약 진행 중.[17]
- 루어슈탈 X-4 – 제2차 세계 대전 설계, 최초의 실용 대공 미사일, MCLOS, 실전 배치되지 않음
- RZ 65 미사일 프로젝트는 1941년 라인메탈-보르지히에서 개발되었다. 약 3000번의 시험 후 15%에 불과한 정확도로 불만족스러운 것으로 드러났다. 이 프로젝트는 전쟁 말기에 종료되었다.[18]
- 도르니어 바이퍼

### 인도

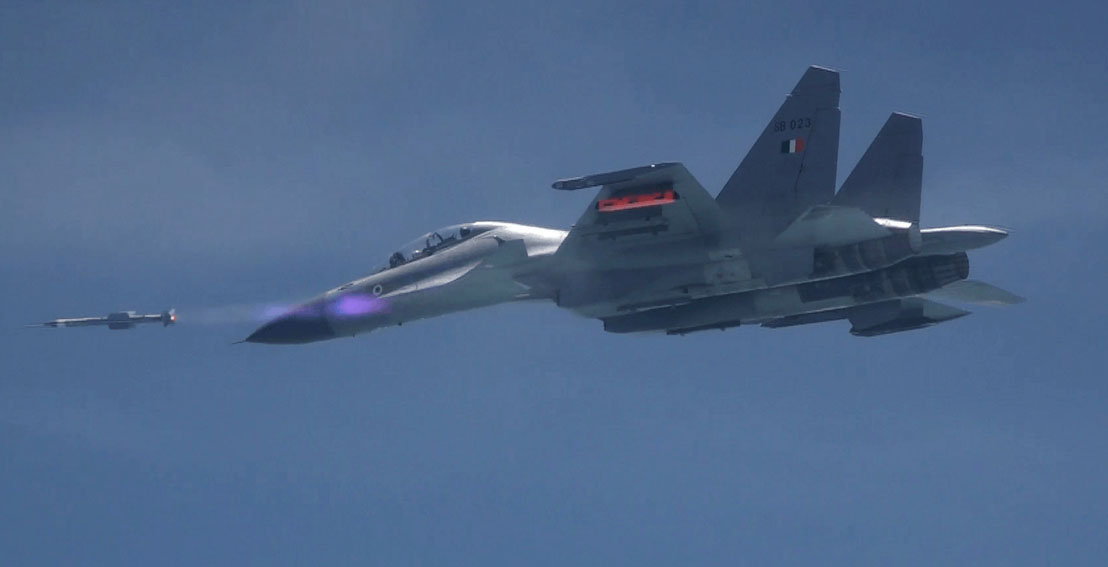
IAF Su-30MKI에서 발사된 아스트라 BVRAAM

- 아스트라 Mk 1 – 장거리 레이더 유도[18][19]
- 아스트라 Mk 2 – 장거리 레이더 유도
- 아스트라 Mk 3 – 장거리 레이더 유도
- 아스트라 IR – 단거리 적외선 유도
- K-100 (미사일) – 관성 항법 및 능동 레이더 유도 (러시아와 공동 개발)

### 이란
- 파테르 – 미국 AIM-9 사이드와인더 복사본[20]
- 세질 – 항공기 탑재용으로 개조된 미국 MIM-23 호크 복사본[21]
- 파코르-90 – 미국 AIM-54 피닉스 복사본[22]

### 이라크
- 알 후무라비 – 장거리, 반능동 레이더

### 이스라엘
- 파이톤:

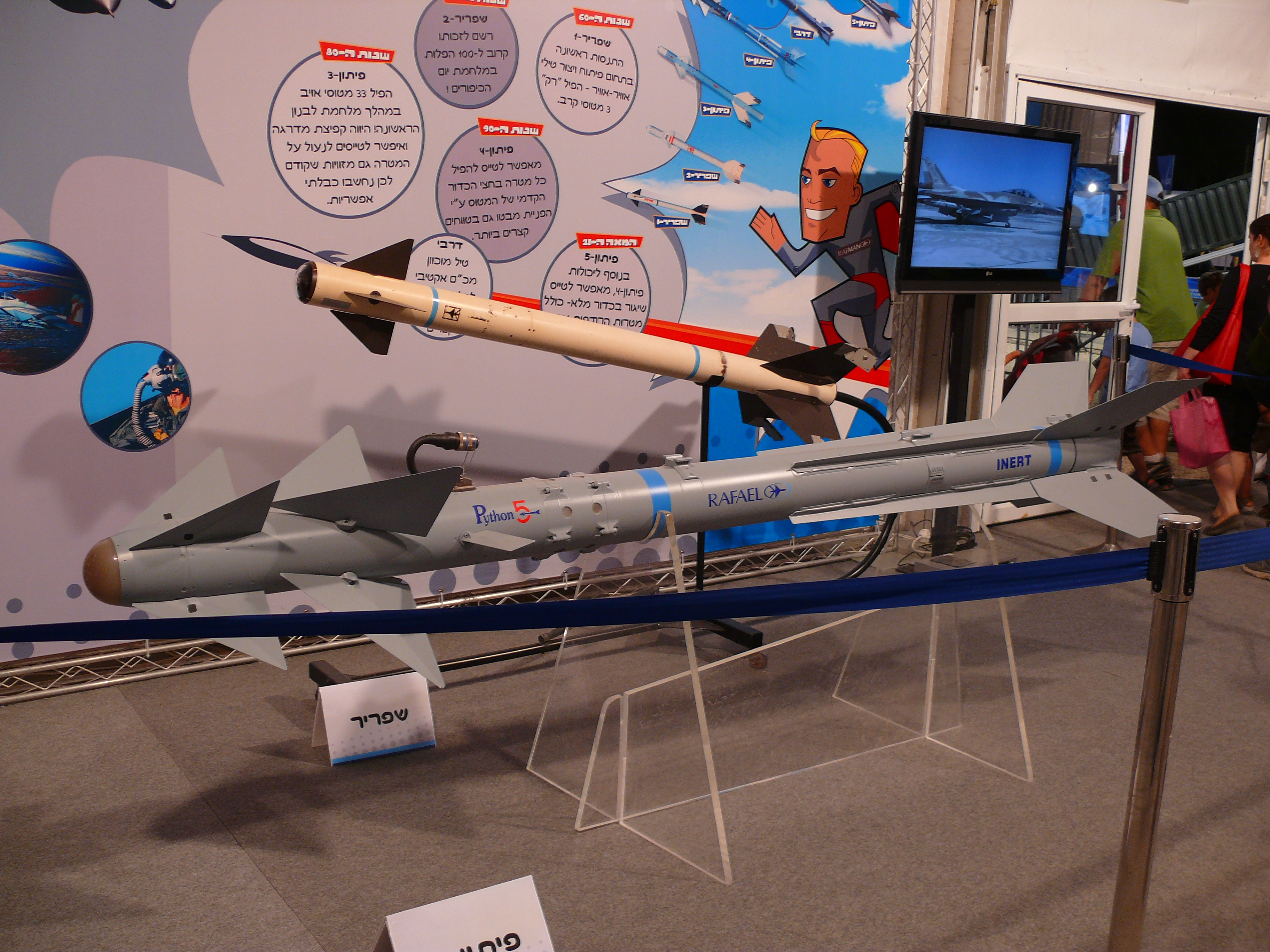
라파엘의 파이톤 계열 공대공 미사일 중 가장 최신 및 가장 오래된 모델 비교, 파이톤-5 (전방 하단 전시) 및 샤프리르-1 (후방 상단)

  - 라파엘 샤프리르 – 이스라엘 최초의 국내 개발 공대공 미사일
  - 라파엘 샤프리르 2 – 개선된 샤프리르 미사일
  - 라파엘 파이톤 3 – 전방향 능력을 갖춘 중거리 IR 호밍 미사일 
  - 라파엘 파이톤 4 – HMS 유도 능력을 갖춘 중거리 IR 호밍 미사일 
  - 파이톤-5 – 전기광학 영상 탐색기와 360도 록온 기능이 추가된 개선된 파이톤 4. (및 발사) 
  - 라파엘 더비 – Alto로도 알려져 있으며, 중거리, BVR 능동 레이더 호밍 미사일 
  - I-더비 ER – 장거리 BVR 능동 레이더 호밍 미사일
- 스카이 스피어 – 6세대 장거리, 공대공 미사일

### 이탈리아
- 알레니아 아스피데 – AIM-7E를 기반으로 한 미국 AIM-7 스패로의 복사본.

### 일본
- AAM-1 – (69식 공대공유도탄) 단거리, IR 추적 공대공 미사일.
- AAM-2 – 단거리, IR 추적 공대공 미사일; AIM-4D와 유사, 프로토타입만 존재.
- 90식 공대공유도탄 – (90식 공대공유도탄) 단거리, 전방향 IR 추적 공대공 미사일.
- 99식 공대공유도탄 – (99식 공대공유도탄) 중거리, 능동 레이더 유도 공대공 미사일.
- 04식 공대공유도탄 – (04식 공대공유도탄) 단거리, 전방향 IR 추적 공대공 미사일.

### 중화인민공화국
- PL-1 – 소련 K-5 (미사일) (AA-1 Alkali)의 중국 버전, 퇴역.
- PL-2 – AIM-9 사이드와인더를 기반으로 한 소련 빔펠 K-13 (AA-2 Atoll)의 중국 버전.  PLAAF 서비스에서 PL-5로 대체되어 퇴역.
- PL-3 – PL-2의 업데이트 버전, 실전 배치되지 않음.
- PL-4 – AIM-7D를 기반으로 한 실험용 BVRAAM 미사일, 실전 배치되지 않음.
- PL-6 – PL-3의 업데이트 버전, 역시 실전 배치되지 않음.
- PL-5 – PL-2의 업데이트 버전, 알려진 버전은 다음과 같다: 
  - PL-5A – PL-2를 대체하기 위한 반능동 레이더 호밍 AAM, 실전 배치되지 않음. 외형은 AIM-9G와 유사.
  - PL-5B – IR 버전, 1990년대에 PL-2 SRAAM을 대체하기 위해 실전 배치됨. 제한적인 오프-보어사이트 기능.
  - PL-5C – AIM-9H 또는 AIM-9L과 성능이 유사한 개선된 버전.
  - PL-5E – 전방향 공격 버전, 외형은 AIM-9P와 유사.
- PL-7 – IR 호밍 프랑스 R550 매직 AAM의 중국 버전, 실전 배치되지 않음.
- PL-8 – 이스라엘 라파엘 파이톤 3의 중국 버전
- PL-9 – 단거리 IR 유도 미사일, 수출용으로 판매됨. 알려진 개선 버전(PL-9C)이 있다.
- PL-10(구); – HQ-61 SAM을 기반으로 한 반능동 레이더 호밍 중거리 미사일,  종종 PL-11과 혼동된다. 실전 배치되지 않음.
- PL-10(신형)/PL-ASR – 단거리 오프-보어사이트 전방향 IR 유도 미사일.
- PL-11 – 중거리 공대공 미사일(MRAAM), HQ-61C 및 이탈리아 아스피데(AIM-7) 기술 기반. J-8-B/D/H 전투기와 함께 제한적인 서비스. 알려진 버전은 다음과 같다: 
  - PL-11 – HQ-61C SAM 및 아스피데 탐색기 기술 기반의 반능동 레이더 호밍 MRAAM, FD-60으로 수출됨 
  - PL-11A – 사거리, 탄두, 더 효과적인 탐색기가 개선된 PL-11. 새로운 탐색기는 종단 단계에서만 화력 통제 레이더 유도가 필요하여 기본적인 LOAL(발사 후 록온) 기능을 제공한다.
  - PL-11B – PL-11 AMR로도 알려져 있으며, AMR-1 능동 레이더 호밍 탐색기가 추가된 개선된 PL-11.
  - LY-60 – 해군 함정의 방공용으로 채택된 PL-11, 파키스탄에 판매되었으나 중국 해군에서는 사용되지 않는 것으로 보인다.
- PL-12 (SD-10) – 중거리 능동 레이더 미사일 
  - PL-12A – 업그레이드된 모터 포함
  - PL-12B – 업그레이드된 유도 시스템 포함
  - PL-12C – 접이식 꼬리핀 포함
  - PL-12D – 배 부분 흡입구 및 램제트 모터 포함
- F80 – 중거리 능동 레이더 미사일
- PL-15 – 장거리 능동 레이더 미사일
- PL-17 – 극장거리 능동 레이더 미사일
- PL-21 - 장거리 능동 레이더 미사일 (개발 중)
- TY-90 – 헬리콥터용으로 설계된 경량 IR 호밍 공대공 미사일

### 소련/러시아 연방
- K-5 (미사일) (NATO 보고명 AA-1 '알칼리) – 빔 라이딩
- 빔펠 K-13 (NATO 보고명 AA-2 '아톨) – 단거리 IR 또는 SARH
- 칼리닌그라드 K-8 (NATO 보고명 AA-3 '아나브) – IR 또는 SARH
- 라두가 K-9 (NATO 보고명 AA-4 '아울) – IR 또는 SARH
- 비스노바트 R-4 (NATO 보고명 AA-5 '애쉬) – IR 또는 SARH
- 비스노바트 R-40 (NATO 보고명 AA-6 '애크리드) – 장거리 IR 또는 SARH
- 빔펠 R-23/R-24 (NATO 보고명 AA-7 '에이펙스) – 중거리 SARH 또는 IR
- 몰니야 R-60 (NATO 보고명 AA-8 '아피드) – 단거리 IR
- 빔펠 R-33 (NATO 보고명 AA-9 '아모스) – 장거리 능동 레이더
- 빔펠 R-27 (NATO 보고명 AA-10 '알라모) – 중거리 SARH 또는 IR
- 빔펠 R-73 및 R-74 (NATO 보고명 AA-11 '아처) – 단거리 IR
- 빔펠 R-77 (NATO 보고명 AA-12 '애더) – 중거리 능동 레이더
- 빔펠 R-37 (NATO 보고명 AA-13 '액스헤드) – 장거리 반능동 레이더 유도 또는 능동 레이더 유도
- KS-172 – 극장거리, 관성 항법 및 종말 능동 레이더 유도

### 남아프리카 공화국
- A-Darter – 단거리 IR (브라질과 공동 개발)
- V3 쿠크리 – 단거리 IR
- R-Darter – 초수평선 (BVR) 레이더 유도 미사일

### 중화민국
- 티엔치엔 1 (TC-1) – 공대공
- 티엔치엔 2 (TC-2) – 공대공

### 튀르키예
- 보즈도안 (메를린) – WVRAAM (시계 내 공대공 미사일)
- 괵도안 (페레그린) – BVRAAM (초수평선 공대공 미사일)
- 악도안 (자이르팔콘) – 악도안은 비용 효율적이며 바이락타르 아킨치 및 TAI 악선구르와 같은 UAV에 사용하기 위한 '미니' 공대공 미사일이다.
- 괵한 – 이 변형이 램제트를 가질 것이 공식적으로 확인되었다.[23]
- 순구르 - 휴대용 방공 미사일 UAV에도 사용할 수 있는 공대공 버전도 있다.

### 영국
- 파이어플래시 – 단거리 빔 라이딩
- 파이어스트릭 – 단거리 IR
- 레드 탑 – 단거리 IR
- 테일도그/SRAAM – 단거리 IR
- 스카이플래시 – AIM-7E2를 기반으로 한 중거리 레이더 유도 미사일, 1~2초의 빠른 예열 시간을 갖는다고 한다.
- AIM-132 아스람 – 단거리 IR
- MBDA 미티어 – 고체 연료 덕트 램제트를 장착한 장거리 능동 레이더 유도 미사일[17]

### 미국

#### 퇴역
- AIM-4 팰컨 – 레이더 유도 (이후 IR 추적)
- AIM-26 팰컨
- AIM-47 팰컨
- AIM-54 피닉스 – 장거리, 반능동 유도 및 능동 레이더 유도; 2004년 퇴역

#### 운용 중
- AIM-7 스패로 – 중거리, 반능동 레이더 유도
- AIM-9 사이드와인더 – 단거리, IR 추적
- AIM-92 스팅어 – 단거리, IR 추적; 헬리콥터에서 발사됨
- AIM-120 암람 – 중거리, 능동 레이더 유도; AIM-7 스패로 대체
- AIM-174 - 극장거리, 능동 레이더 유도[24]

#### 개발 중
- AIM-260 – 록히드 마틴에서 개발 중
- AIM-160 CUDA/SACM[25][26][27][28][29] – 개발 중
- 보잉 LRAAM[30]
- LREW (장거리 교전 무기 프로그램)
- MAM (모듈식 고급 미사일)[31]
- 레이시온 페레그린[32] – 소형 중거리 능동 레이더 미사일

## 일반적인 공대공 미사일
| 로켓 이름                | 원산지                                              | 제조 및 사용 기간               | 무게       | 탄두 중량 | 탄두 유형                   | 사거리     | 속도         |
| ------------------------ | --------------------------------------------------- | ------------------------------- | ---------- | --------- | --------------------------- | ---------- | ------------ |
| PL-12                    | 중국                                                | 2007–                           | 180 kg     | ?         | ?                           | 70–100 km  | 마하 4       |
| R550 매직 / 매직 2 MBDA  | 프랑스                                              | 1976–1986 (매직) 1986– (매직 2) | 89 kg      | 12.5 kg   | 폭발/파편                   | 20 km      | 마하 2.7     |
| MICA-EM/-IR MBDA         | 프랑스                                              | 1996– (EM) 2000– (IR)           | 112 kg     | 12 kg     | 폭발/파편 (집중된 파편 HE)  | >60 km     | 마하 4       |
| IRIS-T 딜 디펜스         | 독일 (주 계약자) 이탈리아 그리스 노르웨이 스페인    | 2005–                           | 87.4 kg    | 11.4 kg   | HE/파편                     | 25 km      | 마하 3       |
| 아스트라                 | 인도                                                | 2010–                           | 154 kg     | 15 kg     | HE 파편 지향성 탄두         | 110–160 km | 마하 4.5+    |
| 더비 라파엘              | 이스라엘                                            | 1990–                           | 118 kg     | 23 kg     | 폭발/파편                   | 50 km      | 마하 4       |
| 99식 공대공유도탄        | 일본                                                | 1999–                           | 220 kg     | ?         | 지향성 폭발 탄두            | 100–120 km | 마하 4–5     |
| K-100                    | 러시아/ 인도                                        | 2010–                           | 748 kg     | 50 kg     | HE 파편 지향성 탄두         | 200–400 km | 마하 3.3     |
| R-73 빔펠                | 러시아                                              | 1982–                           | 105 kg     | 7.4 kg    | 파편                        | 20–40 km   | 마하 2.5     |
| R-77 빔펠                | 러시아                                              | 1994–                           | 175 kg     | 22 kg     | 폭발/파편                   | 80–160 km  | 마하 4.5     |
| K-5                      | 소련 러시아                                         | 1957–1977                       | 82.7 kg    | 13 kg     | 고폭탄 탄두                 | 2–6 km     | 마하 2.33    |
| R-27                     | 소련 러시아                                         | 1983–                           | 253 kg     | 39 kg     | 폭발/파편, 또는 연속 파편봉 | 40–170 km  | 마하 4.5     |
| R-33                     | 소련 러시아                                         | 1981–                           | 490 kg     | 47.5 kg   | HE/파편 탄두                | 120–220 km | 마하 4.5–6   |
| R-37                     | 소련 러시아                                         | 1989–                           | 600 kg     | 60 kg     | HE 파편 지향성 탄두         | 150–398 km | 마하 6       |
| R-40                     | 소련 러시아                                         | 1970–                           | 475 kg     | 38–100 kg | 폭발 파편                   | 50–80 km   | 마하 2.2–4.5 |
| R-60 몰니야              | 소련 러시아                                         | 1974–                           | 43.5 kg    | 3 kg      | 확장형 파편봉 탄두          | 8 km       | 마하 2.7     |
| 티엔치엔 2(TC-2)         | 중화민국                                            | 1999                            | 184 kg     | 22 kg     | 폭발/파편                   | 60 km      | 마하 4       |
| 티엔치엔 2C(TC-2C)       | 중화민국                                            | 2017                            | 184 kg     | 22 kg     | 폭발/파편                   | 100 km     | 마하 6       |
| 미티어 MBDA              | 영국 (주 계약자) 프랑스 독일 이탈리아 스웨덴 스페인 | 2016–                           | 190 kg     | ?         | 폭발/파편                   | 200 km     | 마하 4+      |
| AIM-132 아스람 MBDA UK   | 영국                                                | 2002–                           | 88 kg      | 10 kg     | 폭발/파편                   | 25 km      | 마하 3+      |
| 파이어스트릭 더 해빌런드 | 영국                                                | 1957–1988                       | 136 kg     | 22.7 kg   | 환형 폭발 파편              | 6.4 km     | 마하 3       |
| 레드 탑 호커 시들리      | 영국                                                | 1964–1988                       | 154 kg     | 31 kg     | 환형 폭발 파편              | 12 km      | 마하 3.2     |
| AIM-9 사이드와인더       | 미국                                                | 1956–                           | 86 kg      | 9.4 kg    | 환형 폭발 파편              | 18 km      | 마하 2.5     |
| 레이시온 AIM-120D 암람   | 미국                                                | 2008                            | 152 kg     | 18 kg     | 폭발/파편                   | >160 km    | 마하 4       |
| 레이시온 AIM-120C 암람   | 미국                                                | 1996                            | 152 kg     | 18 kg     | 폭발/파편                   | >105 km    | 마하 4       |
| 레이시온 AIM-120B 암람   | 미국                                                | 1994–                           | 152 kg     | 23 kg     | 폭발/파편                   | 55–75 km   | 마하 4       |
| AIM-7 스패로             | 미국                                                | 1959–1982                       | 230 kg     | 40 kg     | 고폭 파편 탄두              | 22–85 km   | 마하 2.5–4   |
| AIM-54 피닉스            | 미국                                                | 1974–2004                       | 450–470 kg | 61 kg     | 고폭탄                      | 190 km     | 마하 5       |

## 같이 보기
- 미사일
- 미사일 유도
- 미사일 목록